# Arnold Fanck

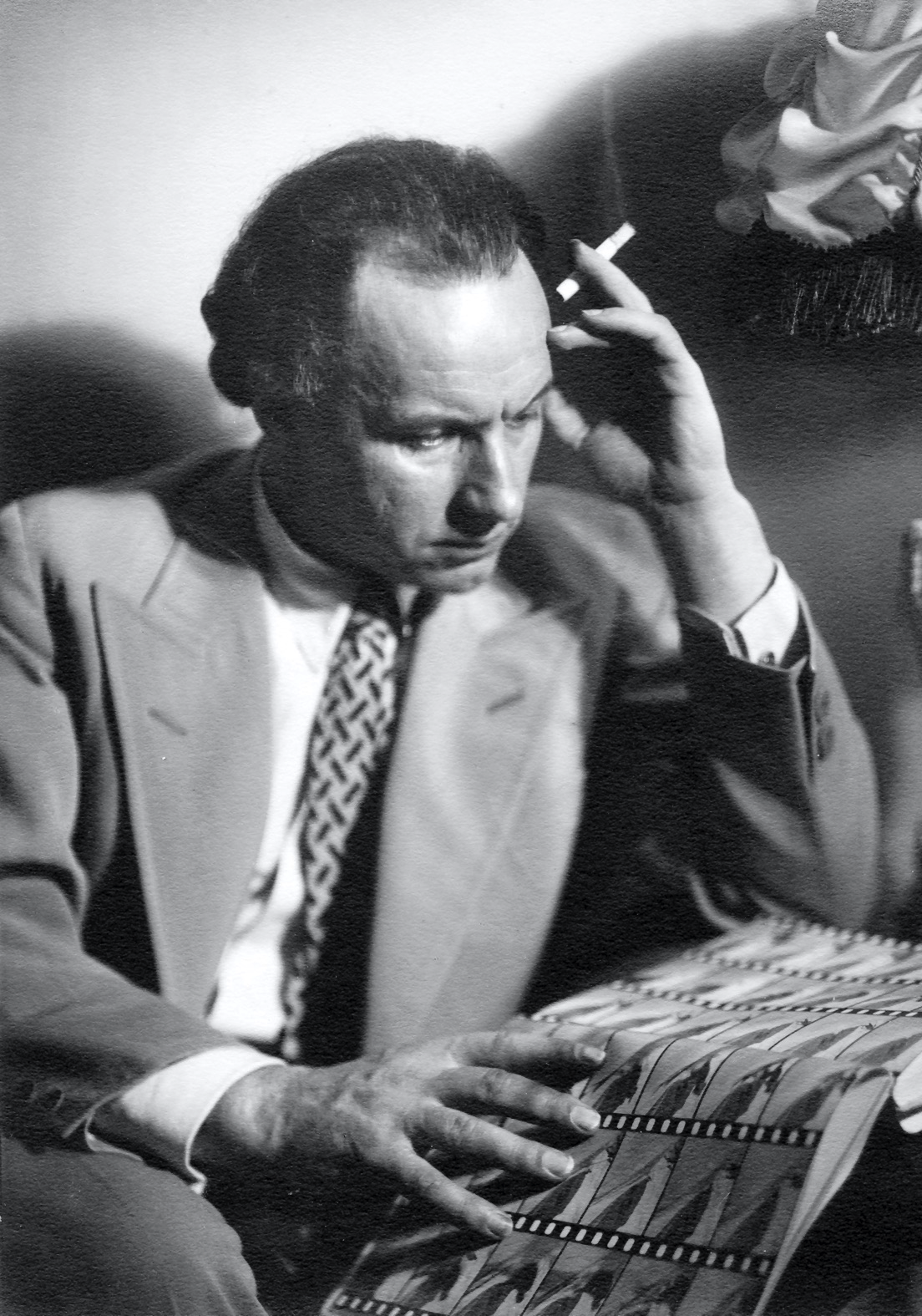
Arnold Fanck, um 1930

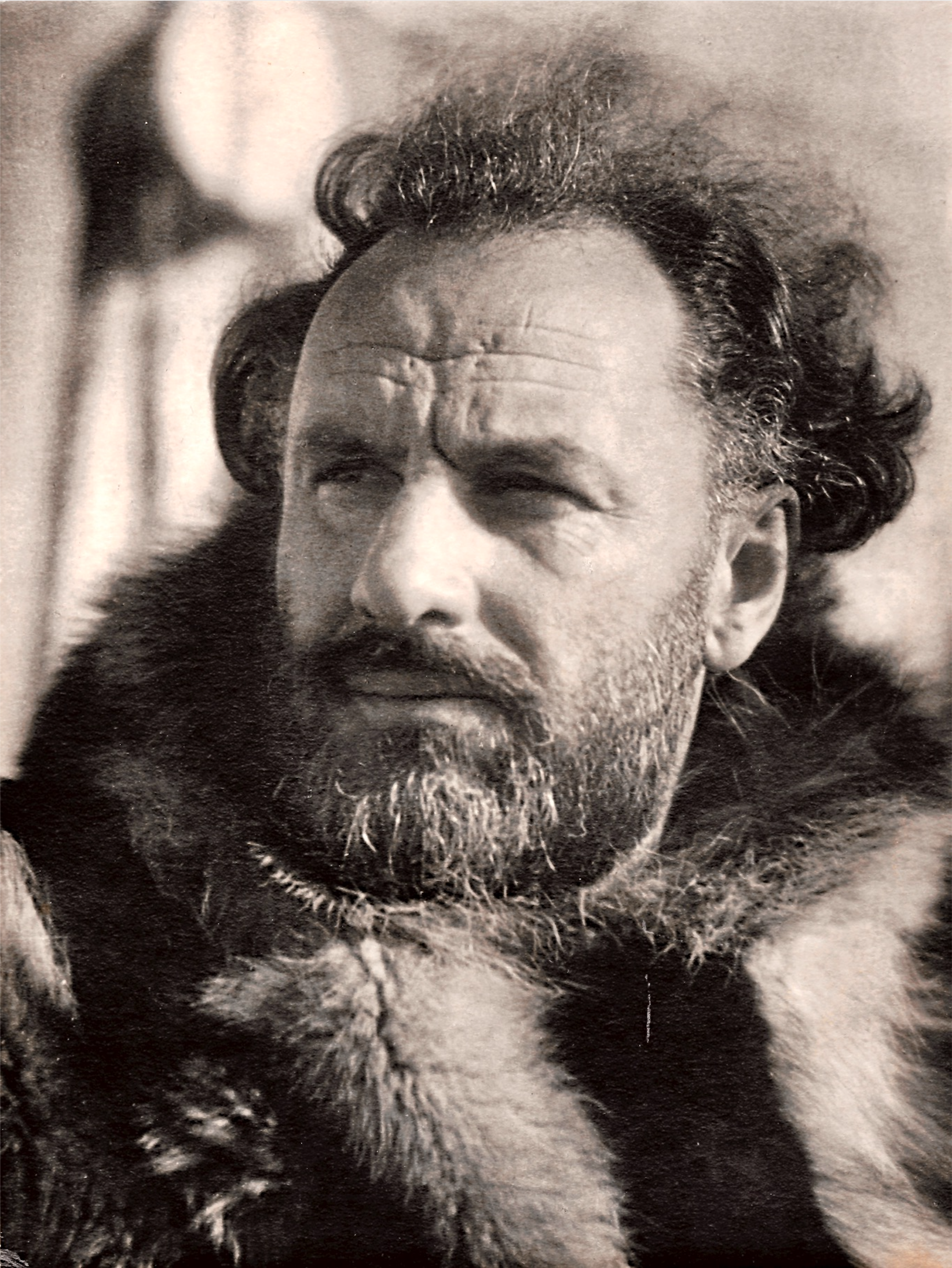
Arnold Fanck in Grönland, 1932

Arnold Heinrich Fanck (* 6. März 1889 in Frankenthal, Rheinpfalz; † 28. September 1974 in Freiburg im Breisgau) war ein deutscher Geologe, Fotograf, Erfinder, Filmdarsteller, Kameramann, Filmproduzent, Drehbuch- und Buchautor sowie Filmregisseur. Er gilt neben Sepp Allgeier weltweit als Pionier des Berg-, Sport-, Ski- und Naturfilms, zusammen mit Allgeier als Erfinder des Bergfilms bzw. des gleichnamigen Filmgenres.
Leni Riefenstahl, die Fancks Arbeit als künstlerisch und avantgardistisch beschrieb, adaptierte später als Filmregisseurin im Grundsatz und im Detail die von Fancks Freiburger Schule entwickelten Techniken bzw. Kameraeinstellungen.
Auf die Breitenwirkung von Fancks Berg- und Bergsportfilmen der Freiburger Schule in den 1920er Jahren wird die danach einsetzende, breit angelegte Entwicklung des Skisports und der Skisportindustrie sowie das sich in ähnlicher Weise entwickelnde Bergsteigen im Hochgebirge maßgeblich zurückgeführt.

## Familie

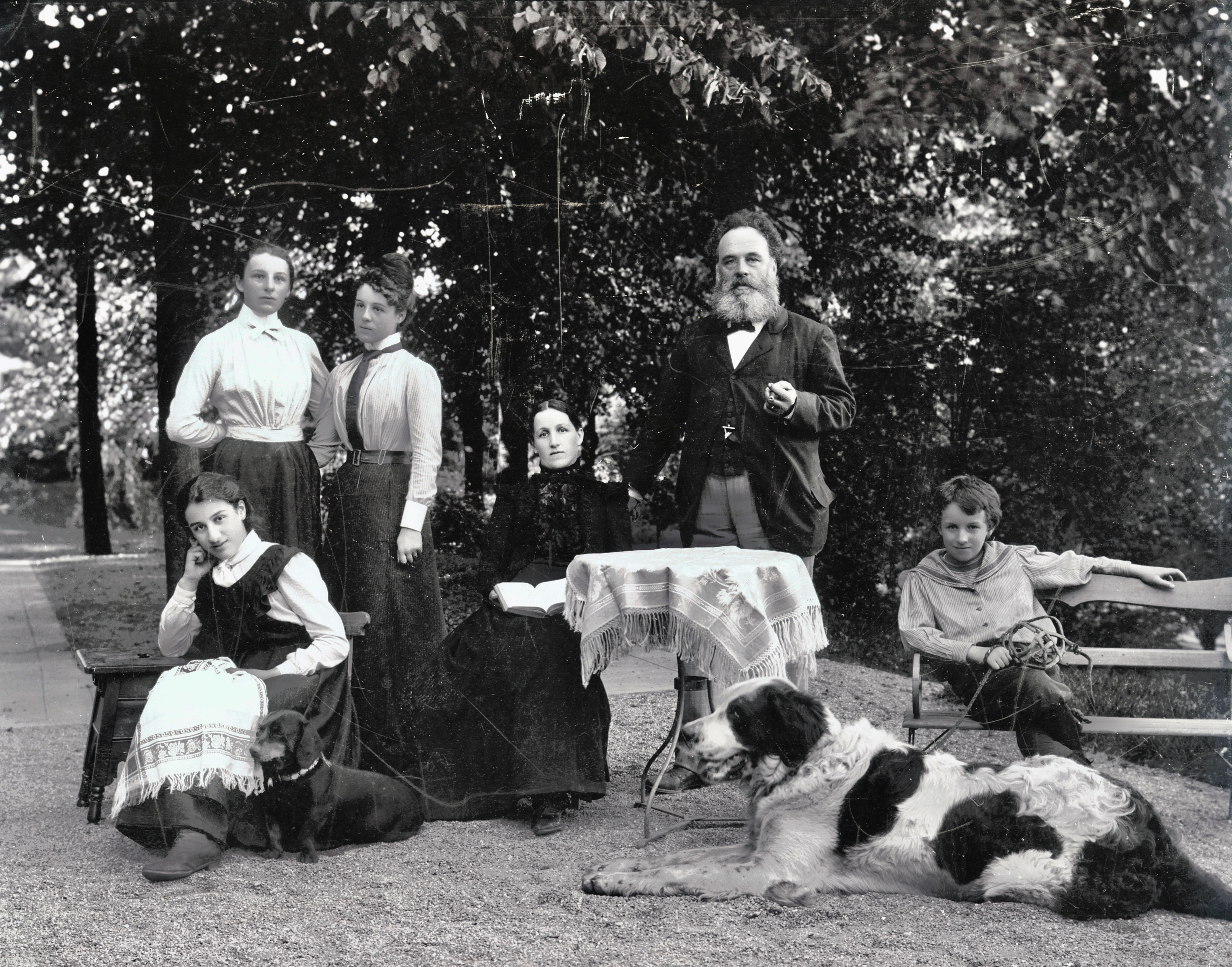
Der Königliche Kommerzienrat Christoph Friedrich Fanck (1846–1906), mit Ehefrau Karolina Ida (1858–1957), geb. Paraquin (Mitte); den Töchtern Ernestine Elisabeth (* 1888), Helene (* 1886), Marie (* 1882) und dem Sohn Arnold (rechts), im Garten ihrer Villa in Frankenthal, um 1900

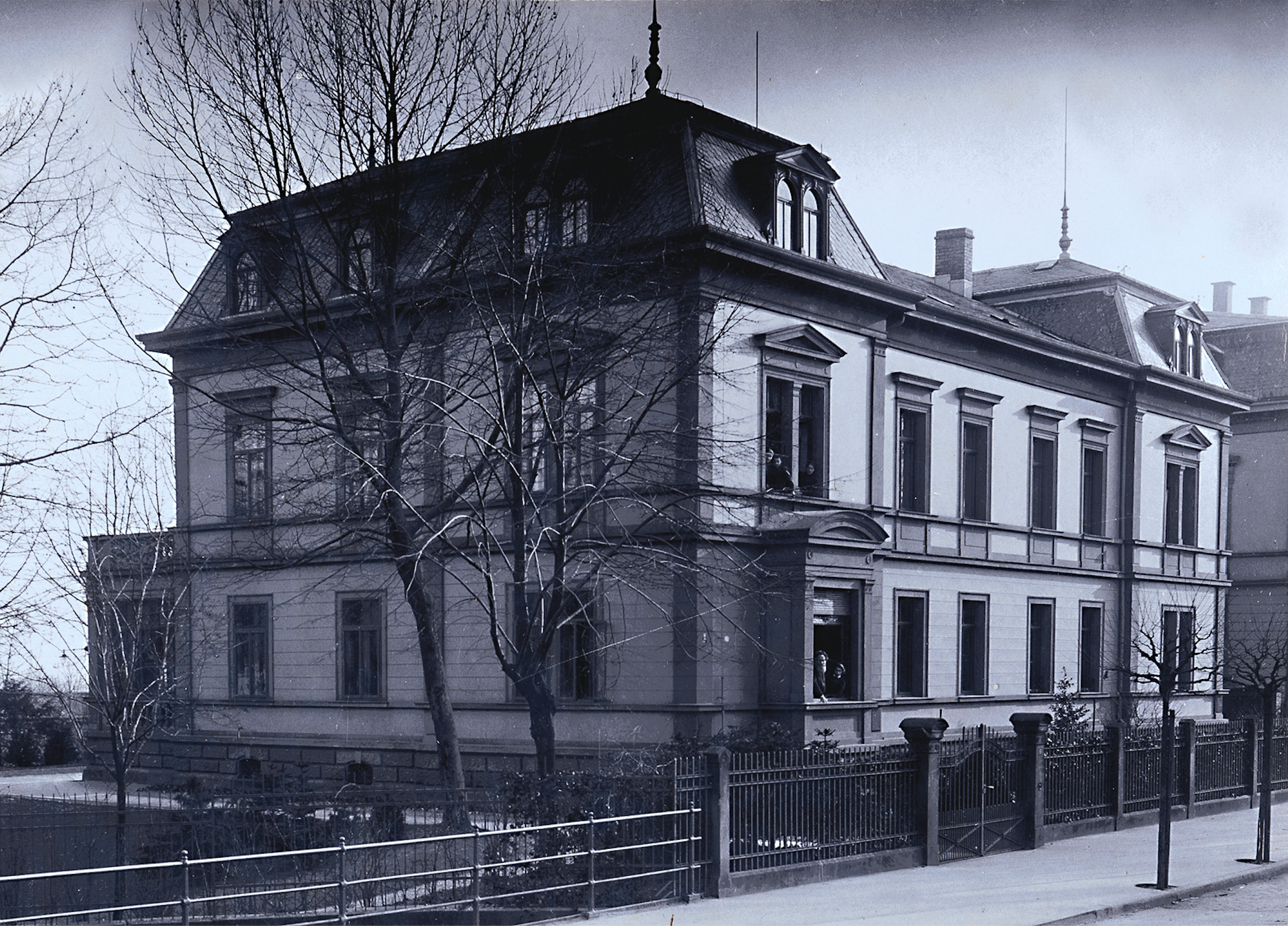
Villa Fanck in Frankenthal, Mahlastraße 1, um 1900

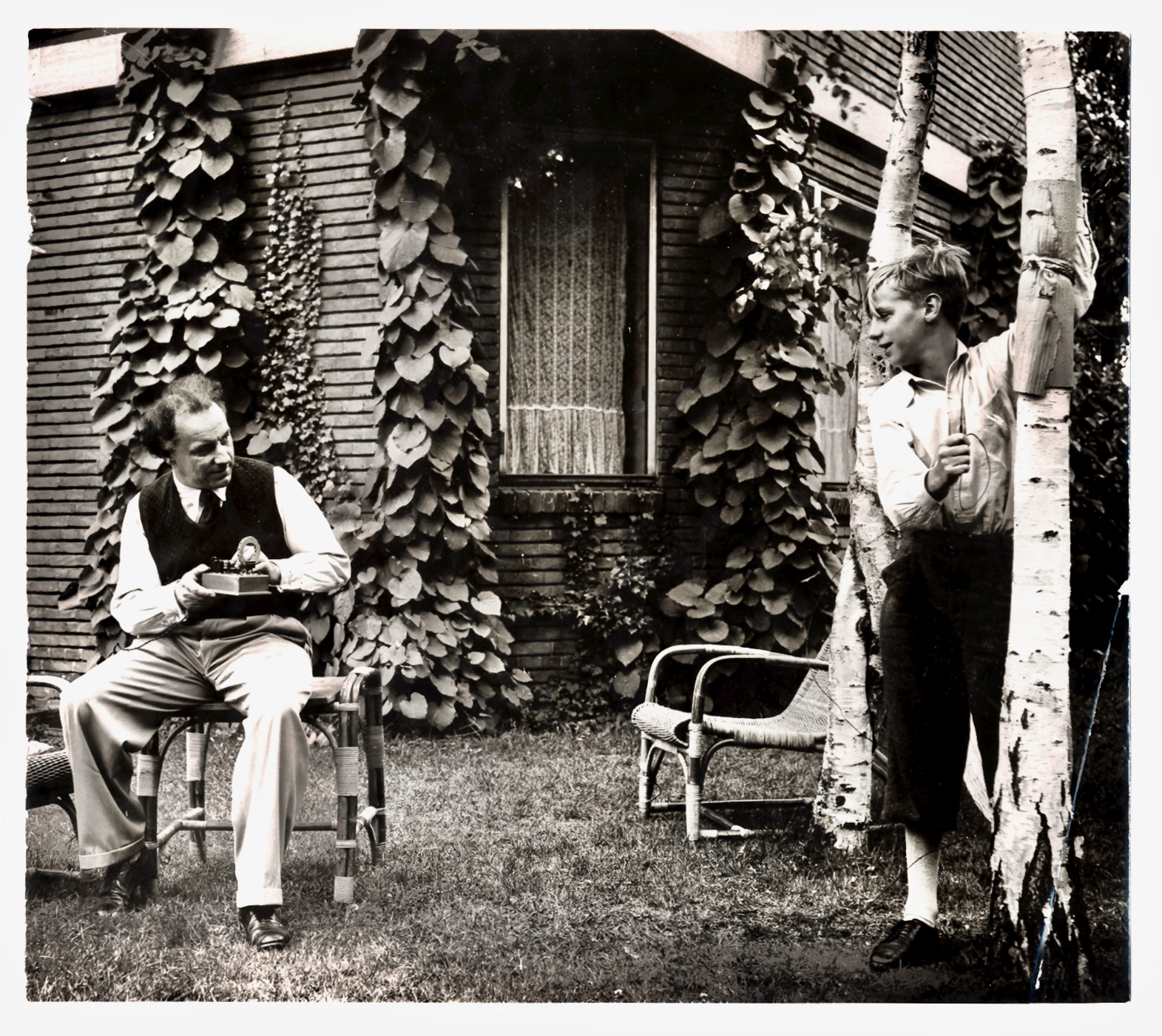
Arnold Fanck mit seinem erstgeborenen Sohn Arnold Ernst (1919–1994) im Garten der Villa Am Sandwerder 39 in Berlin-Nikolassee, 1934

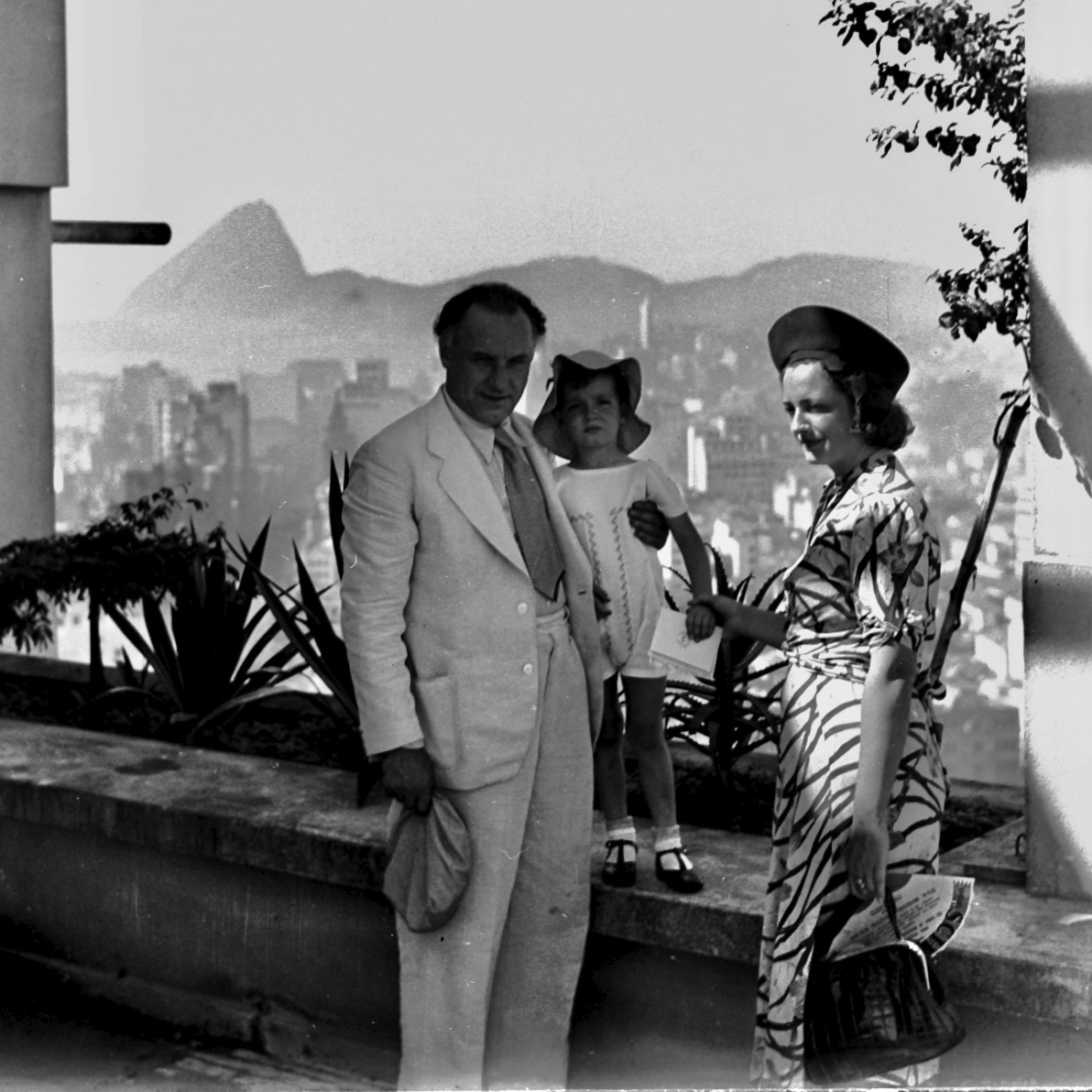
Arnold Fanck, sein 3-jähriger zweiter Sohn Hans-Joachim (* 1935) und seine zweite Ehefrau Elisabeth (* 1908), geb. Kind, in Südamerika 1938/39

Arnold Heinrich Fanck war das fünfte Kind des (römisch-katholischen) Direktors der Zuckerfabrik Frankenthal AG und Königlichen Kommerzienrates Christoph Friedrich Fanck (* 4. Dezember 1846 in Emmendingen; † 16. Juni 1906 in Frankenthal) und von dessen (protestantischer) Ehefrau Karolina Ida (* 10. Januar 1858 in München; † 16. Mai 1957 in Freiburg im Breisgau), geborene Paraquin. Die Eltern seiner Mutter waren der in Frankenthal ansässige Notar Ernst Paraquin (* 1. Juli 1815, † 2. Februar 1876) und dessen Ehefrau Amalie Petersen (* 27. Oktober 1826 in Landau, † 15. Januar 1877). Die Familie Paraquin war flämisch-wallonischer Herkunft, Zweige der Familie emigrierten nach England und Italien.
Arnold hatte vier ältere Geschwister, Marie (* 24. August 1882 in Frankenthal), Ernst Friedrich (* 18. Januar 1884 in Frankenthal; † 31. Juli 1884 ebenda), Helene (* 21. November 1886 in Frankenthal; † 4. Dezember 1979) und Ernestine „Erna“ Elisabeth (* 25. März 1888 in Frankenthal; † 15. April 1940 in Nürnberg, verh. Jagau), von denen sein älterer Bruder Ernst Friedrich jedoch bereits wenige Monate nach der Geburt verstarb.
Am 20. Mai 1920 heiratete der 31-jährige Arnold Fanck in Zürich die zwei Jahre ältere Chemikerin Natalia „Natuschka“ Anna, (* 9. Juli 1887 in Nałęczów bei Lublin; † 1. Juli 1928), geborene Zaremba, eine frühere Kommilitonin. Ihre Eltern waren der promovierte Rechtsanwalt Roman Maksymilian Zaremba (1844–1914) und dessen Ehefrau Felicia (1868–1928), geborene Piotrowska, aus Lublin. Die Ehe blieb kinderlos, Natalia Fanck erkrankte bald nach der Hochzeit an Krebs und verstarb im Alter von 40 Jahren.
Fancks erster Sohn Arnold Ernst aus einer vorehelichen Beziehung mit der Hausangestellten seiner Mutter Karolina Ida Fanck, Sophie Meder, wurde 1919 geboren und später von ihm adoptiert. Sein Vater ermöglichte ihm von 1930 bis 1938 den Besuch des reformpädagogischen Landerziehungsheims Freie Schulgemeinde in Wickersdorf bei Saalfeld im Thüringer Wald, wo er sein Abitur ablegte.
Am 22. September 1934 heiratete Arnold Fanck in zweiter Ehe die AAFA-Sekretärin Elisabeth „Lisa“ Kind (1908–1995). Aus dieser Ehe ging sein zweiter Sohn Hans-Joachim (28. Februar 1935; † 2015) hervor. Im Jahr 1957 wurde die Ehe geschieden. 1972 heiratete Arnold Fanck in Freiburg im Breisgau in dritter Ehe die Logopädin Ute Dietrich (1940–1991).
Arnold Fanck wohnte von etwa 1929 bis 1934 in Berlins Kaiserallee 33/34 (heute: Bundesallee) in Berlin-Wilmersdorf in einer Mietwohnung. 1934 mietete Fanck für seine zweite Ehe die 1928/29 durch Architekt Heinrich Schweitzer im Stil der Neuen Sachlichkeit geplante Villa Am Sandwerder 39 in Berlin-Nikolassee. Das Innere der heute unter Denkmalschutz stehenden Villa wurde von Arnold Fanck durch Filmschneide- und Vorführräume für seinen beruflichen Bedarf umgestaltet.
Das Anwesen gehörte der jüdischen Familie des promovierten Mediziners und Forschers Bruno Mendel, die schon 1933 wegen der Machtabtretung an die Nationalsozialisten emigriert war.
Der von der Familie Mendel mit der Verwaltung des Anwesens beauftragte Oskar Guttmann drängte Fanck ab 1938 dazu, die Villa mit Grundstück im Kontext der „Arisierung“ käuflich zu erwerben. Der angesetzte Kaufpreis von 80.000 Reichsmark, den Fanck bis 1939 aufbrachte, war für ihn eine große Hürde, da sein Filmschaffen aufgrund seiner Distanz zur NSDAP durch Joseph Goebbels’ Bann mehr oder weniger zum Erliegen gekommen war.
Arnold Fancks Söhne Arnold Ernst (auch: Arnold junior) und Hans-Joachim (auch: Hans bzw. „Hänschen“) traten beide als Kleinkinder in Filmen ihres Vaters auf. Arnold Ernst Fanck wirkte nach seinem Abitur als Kameraassistent und Set-Fotograf, möglicherweise auch als Komparse, in mindestens einem Film seines Vaters.
Von 1925 bis 1933 wirkte Arnold Fancks Neffe, der spätere Architekt Ernst Petersen, an einigen seiner Filme mit.
Der Reichsgerichtsrat Julius Petersen sen. und dessen gleichnamiger Sohn, der Literaturwissenschaftler Julius Petersen jun. sind ebenso wie der Arzt Julius August Franz Bettinger (1802–1887) und Julius Bettinger (1879–1923) über Arnold Fancks Mutter Karolina Ida mit den Fancks verwandt.

## Werdegang

### Schule, Studium und Ausbildung

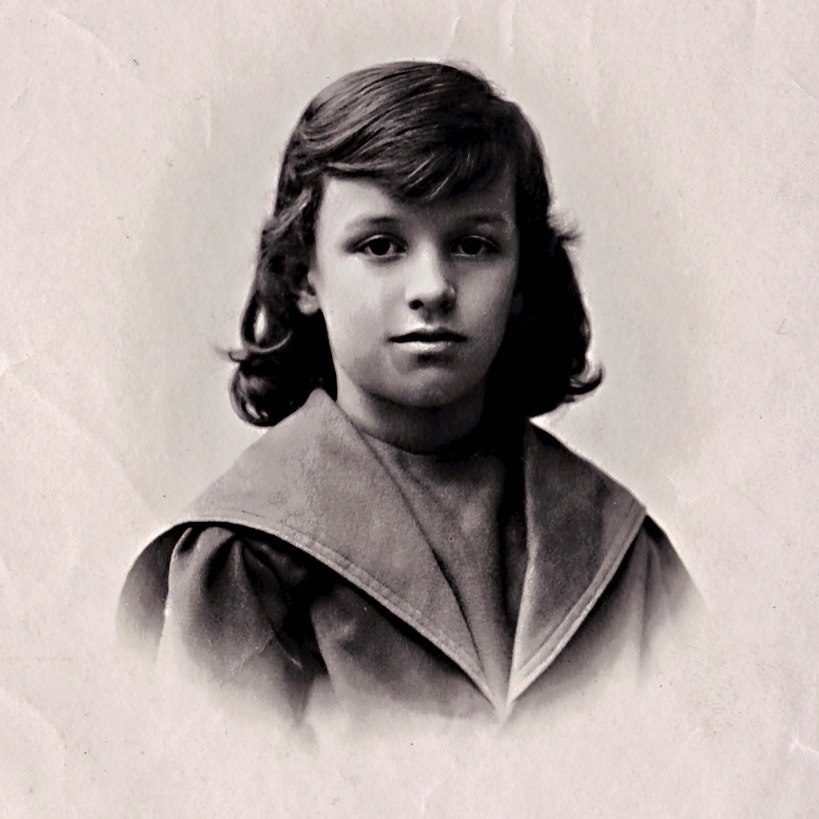
Arnold Heinrich Fanck, um 1896

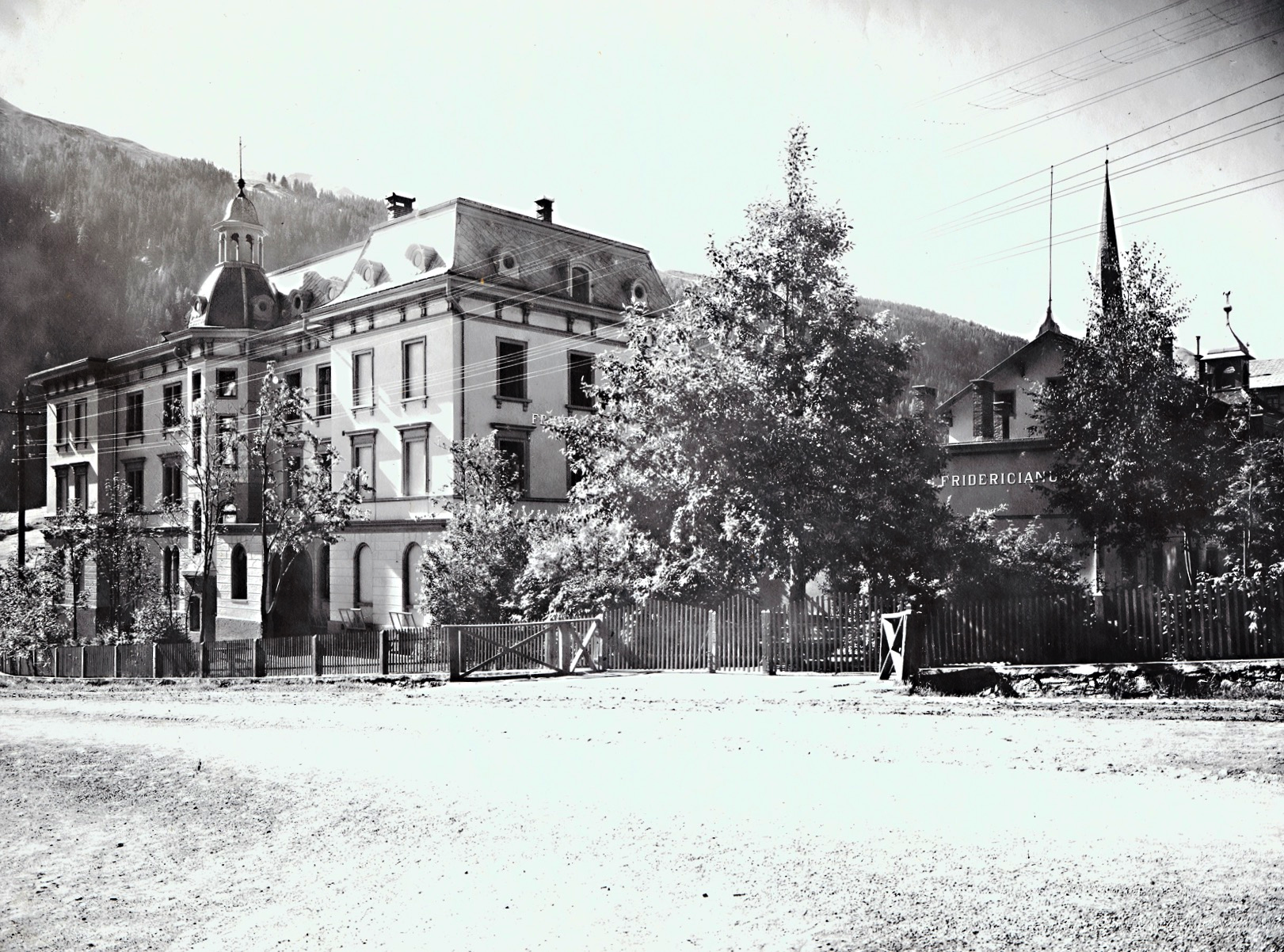
Im Lungensanatorium mit gymnasialem Internat Fridericianum in Davos im schweizerischen Kanton Graubünden verbrachte Arnold Fanck vier Jahre von 1899 bis 1903

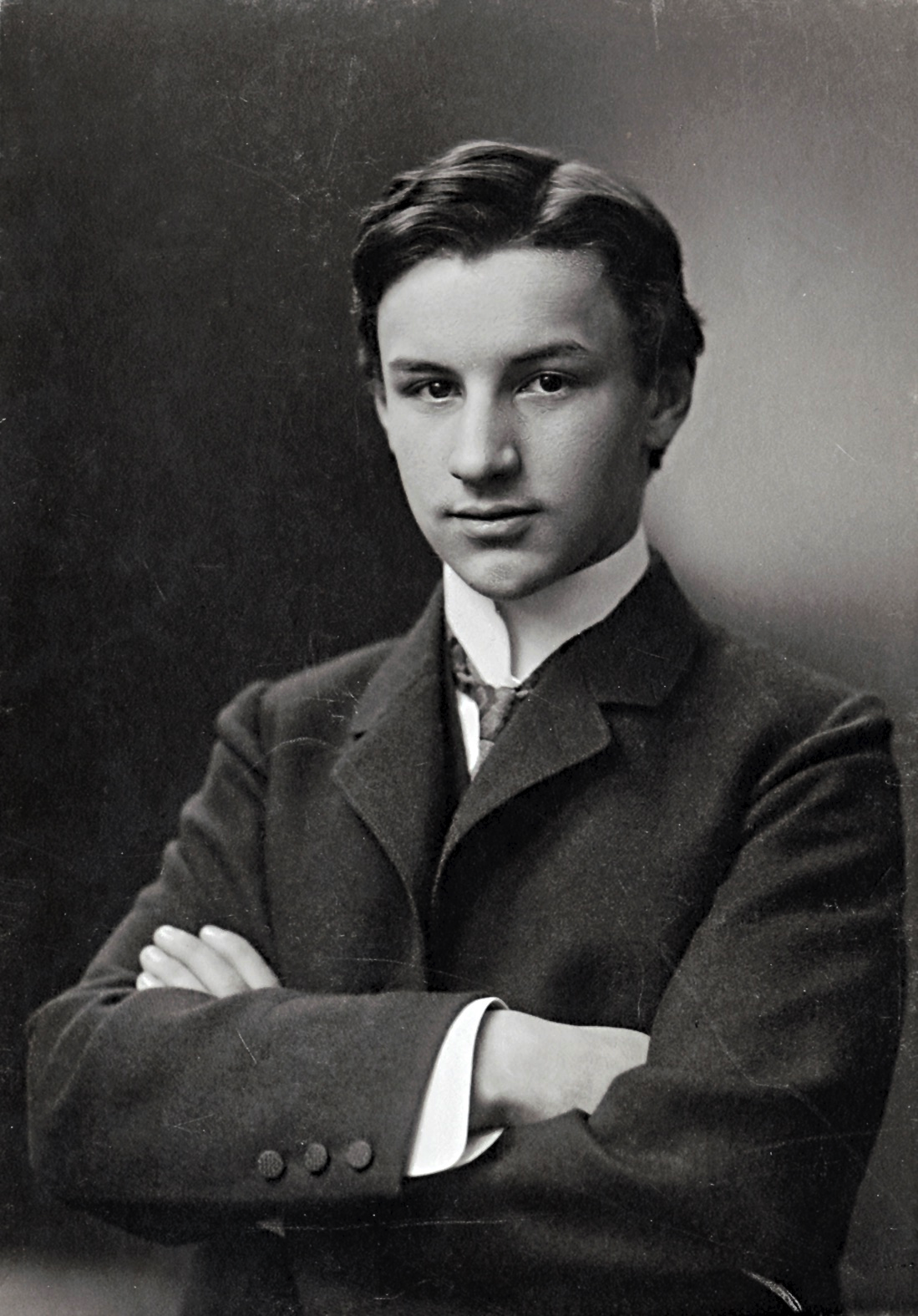
Arnold Heinrich Fanck, um 1909

In seiner Kindheit war Arnold Fanck kränklich, litt unter Tuberkulose (Tbc), einer chronischen Bronchitis, Asthma, damit verbundenen Erstickungsanfällen, Verkrampfungen und Panikattacken: „Angst – Angst vor allem mich Erregenden – das war der Hauptinhalt meiner Kindheit“. Er besuchte nicht die Volksschule, sondern erhielt Privatunterricht. Bis zum Alter von etwa zehn Jahren war er zu geschwächt, um richtig laufen zu können. Ein Arzt empfahl seinen Eltern, den Knaben nach Davos (Kanton Graubünden) in die Schweiz zu schicken, wo er vier Jahre lang von 1899 bis 1903 verblieb und das Fridericianum besuchte, ein Sanatorium für an der Lunge erkrankte Schüler mit gymnasialem Internat. Das dortige Klima und sportliche Betätigung wirkten sich sehr positiv auf die Gesundheit des Jungen aus; er bestieg die Berge, rodelte, lernte das Skifahren und spielte begeistert Eishockey. In der Folge entwickelte er eine Sehnsucht nach dem Hochgebirge; es fiel ihm schwer, nach vier Jahren in Davos wieder ins heimische Frankenthal zurückzukehren. Das Hochgebirge entwickelte sich zu seinem Lebensmittelpunkt.
Nach der Mittleren Reife zu Ostern 1906 am Progymnasium in Frankenthal (heute: Albert-Einstein-Gymnasium), dem Jahr, in dem sein Vater verstarb, legte Arnold Fanck seine Reifeprüfung zu Ostern 1909 am humanistischen Berthold-Gymnasium in Freiburg im Breisgau, wohin die Familie nach dem Tod des Vaters verzogen war, ab. Danach bereiste er Norwegen.
Anschließend studierte er Kunstgeschichte und Philosophie an der Ludwig-Maximilians-Universität in München und an der Friedrich-Wilhelms-Universität in Berlin. Ab 1911 studierte er an der Universität Zürich in den Fachbereichen Geologie und Chemie, im Wintersemester 1911/12 unterbrochen durch ein Semester an der Albert-Ludwigs-Universität in Freiburg im Breisgau. In den Jahren 1913 bis 1915 setzte er sein Studium in Zürich fort, wo Fanck eine Dissertation mit dem Titel Die bruchlose Deformation von Fossilien durch tektonischen Druck und ihr Einfluß auf die Bestimmung der Arten über Fossilien der St. Galler Meeresmolasse vorbereitete und abschloss. Da das Manuskript 1918 während der Wirren der Novemberrevolution in Berlin verloren gegangen war, reichte er die von Albert Heim betreute Dissertation eine Dekade später in gekürzter Form bei Hans Schardt an der Universität Zürich ein und wurde 1929 damit promoviert.
Im Jahr 1913 war der fotografierende Fanck über den Freiburger Kaufmann, Textilingenieur und Filmpionier Bernhard Gotthart (1871–1950) mit dem Medium Film in Berührung gekommen. Gotthart hatte 1910 die Express Films Co. m.b.H. gegründet, den in der Folge bedeutendsten Hersteller von Dokumentarfilmen im süddeutschen Raum. Der im Bergsteigen und Skilaufen bereits erfahrene 24-jährige Fanck, der neben seinem Studium auch als Skilehrer arbeitete, wirkte damals zusammen mit einer Gruppe Jugendlicher an Gottharts Film 4628 Meter hoch auf Skiern – Mit Ski und Filmkamera 1913 auf dem Monte Rosa mit und half, das filmische Equipment auf den Berg zu tragen. Dabei lernte er neben Odo Deodatus Tauern den sechs Jahre jüngeren Sepp Allgeier kennen, der für das Team seines Schwagers Gotthart die Kamera bediente, als Erster auch auf Skiern, und Regie führte.
Von Zürich aus hatte sich Studiosus Fanck zusammen mit seinem ein Jahr jüngeren, aber bergsteigerisch erfahreneren Studienfreund Hans Eduard Rohde (1890–1915) und Walter Schaufelberger ab 1911 ganz dem Alpinismus verschrieben, sie wurden zeitgenössisch formuliert zu „Bergvagabunden“ bzw. „Freunden am Seil“. Arnold Fanck suchte das Abenteuer ebenso wie die Herausforderung durch extreme Bedingungen, überwand die Ängste seiner Kindheit und nahm, auch angesichts damals rudimentärer Ausrüstung, hohe Risiken in Kauf. Zusammen mit dem als Draufgänger charakterisierten Rohde absolvierte er 1911 als 22-Jähriger beispielsweise eine winterliche Erstbegehung des Matterhorns über den Zmuttgrat.
Nach Kriegsende war Arnold Fanck im Jahr 1919 vorübergehend als Teppichhändler in Berlin tätig. Mit dem damit erzielten Erlös gelang es Fanck, seine erste eigene Filmkamera zu kaufen, eine von der Heinrich Ernemann AG produzierte Kurbelkamera Aufnahme-Kino Modell A in einem Holzgehäuse, in deren Bedienung ihn Sepp Allgeier einwies. In der Folge ereignete sich Unerhörtes: Fanck nahm die klobige Filmkamera von ihrem Stativ; er „entfesselte“ sie gewissermaßen und nahm sie aus dem Studio mit hinaus ins Freie, in die Natur, in die Bergwelt – auch im Winter. Der fotografische Blick und sein fotografisches Know-how blieben Fanck erhalten und bestimmten sein filmisches Wirken maßgeblich. Er geriet zu einem Avantgardisten der Neuen Sachlichkeit und stand dieser sehr viel näher, als es die heutige Blickweise auf das Genre Bergfilm vermuten lässt.

### Kriegsdienst

#### Erster Weltkrieg

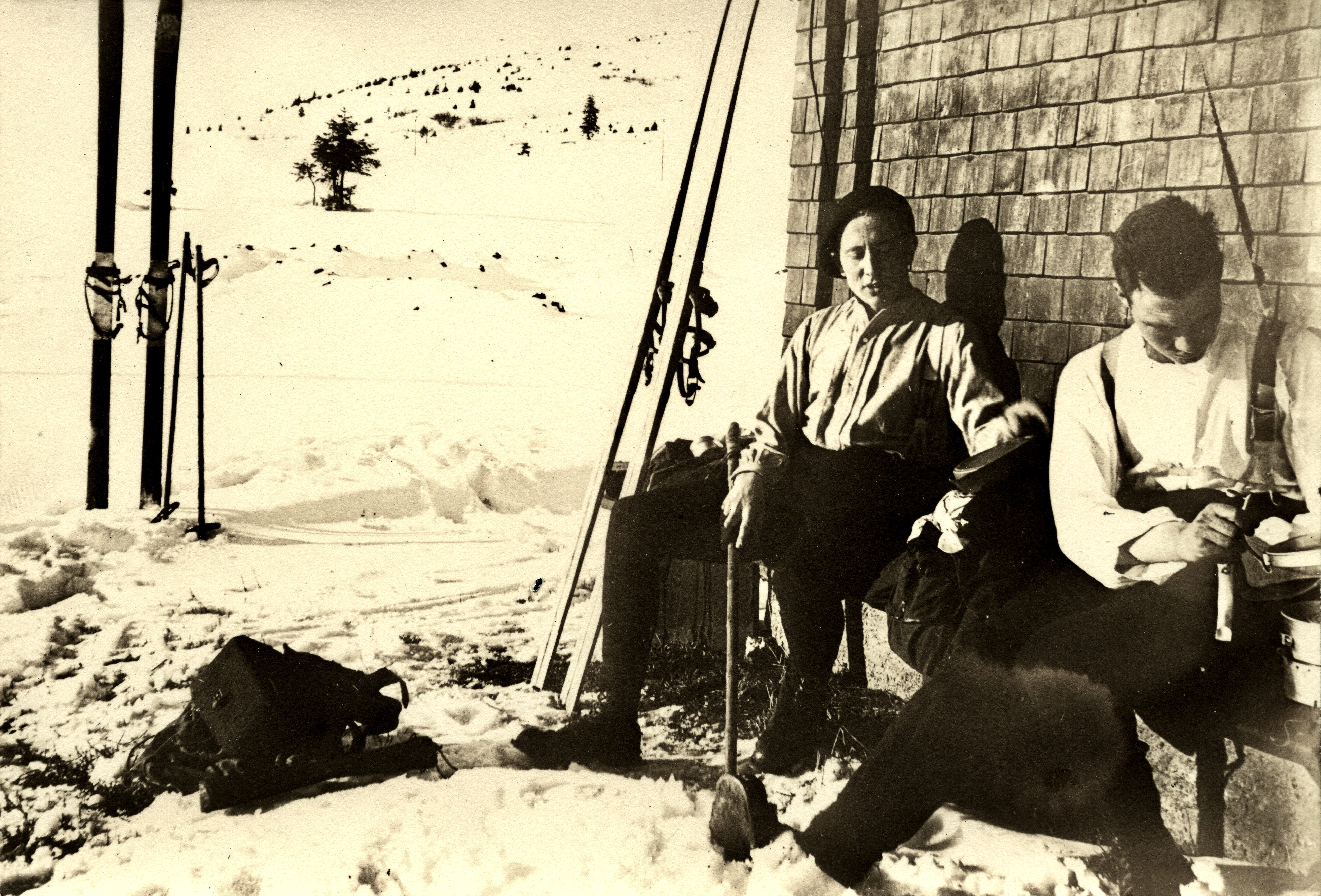
Arnold Fanck (links) und sein Studienfreund Hans E. Rohde (* 1890) bei einer Rast an einer Berghütte, um 1913

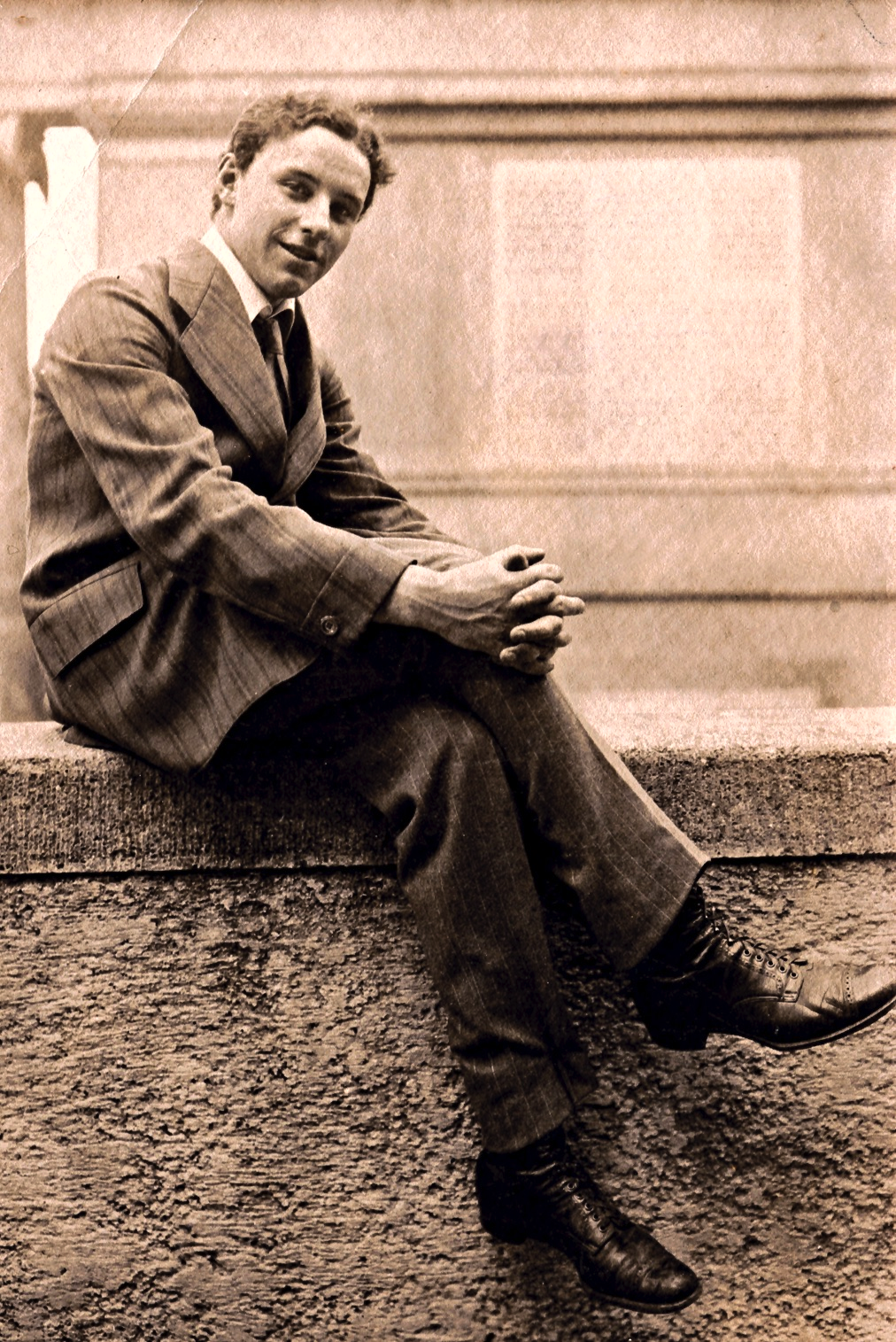
Arnold Fanck, um 1914

Zu Beginn des Ersten Weltkrieges meldete sich Arnold Fanck als Kriegsfreiwilliger, wurde jedoch aufgrund seines Asthmas ausgemustert. Aus dem allgemein vorherrschenden patriotischen Drang jener Zeit, für das Vaterland einstehen zu wollen, resultierte sein Empfinden, sich ersatzweise zeitlebens als besonders männlich beweisen zu müssen, um die Schmach der Nichtverwendung an der Front auszugleichen.
Nach einem weiteren Kuraufenthalt in Davos absolvierte er eine einjährige Ausbildung zum Sanitäter. Statt diese anwenden zu können, wurde er auf Vermittlung durch Generalmajor Friedrich Julius Albert Rohde (1850–ca. 1920), dem Vater seines Studienfreundes Hans Eduard Rohde, zu einer fotografischen Sektion der wissenschaftlichen Abteilung III b der Spionageabwehr des kaiserlichen Heeres unter Walter Nicolai abkommandiert. Diese arbeitete der Nachrichtenabteilung des Großen Generalstabs, ab 1917 der Abteilung Fremde Heere, zu.
Während dieser F&E-Tätigkeit entwickelte Fanck verschiedene fotografische Apparaturen und -techniken, fälschte Abbildungen von Fotos und erforschte mit Hilfe der Superzeitlupe beispielsweise die Durchschlagskraft von Granaten an Panzerplatten. Eine von ihm erfundene Methodik zur Fälschung von Stempeln dokumentierte er in einem Kurzfilm aneinandergereihter fotografischer Aufnahmen.
Diese Zeit des Experiments mit Hochtechnologie mag als Ausgangspunkt für Fancks Technikbegeisterung gelten, aber auch für seine Experimentierfreude. Die Einzelbild-Fotografie empfand er mittlerweile als zu statisch, denn er konnte damit die Bewegung nicht abbilden, an der ihm sehr viel lag.
Im Verlauf seiner Tätigkeit lernte er die promovierte Topagentin Elsbeth Schragmüller kennen, besser bekannt als „Mademoiselle Docteur“, „Fräulein Doktor“, „Fair Lady“, „La Baronne“ oder „Mademoiselle Schwartz“. Diese führte u. v. a. die Agentin Margaretha Geertruida Zelle, weltbekannt als „Mata Hari“. Sein geplantes Filmprojekt über Schragmüller konnte Fanck nach 1933 im NS-Staat jedoch nicht verwirklichen; stattdessen übernahm Filmregisseur Georg Wilhelm Pabst dieses Sujet und drehte 1935/36 in Frankreich, dem Land, gegen das ihre Agententätigkeit gerichtet war.

#### Zweiter Weltkrieg
1944/45 arbeitete Fanck kurzzeitig für die „Abwehr“, die zu dieser Zeit bereits dem SD und dann der „Gestapo“ unterstellt war. Durch diese Tätigkeit war es ihm möglich, sich einen manipulierten Marschbefehl auszustellen. Mit diesem gelang es dem 55-Jährigen, die umkämpfte Reichshauptstadt zu verlassen und sich ins südbadische Höchenschwand durchzuschlagen, nachdem er in den letzten Monaten des Zweiten Weltkrieges zum „Volkssturm“ befohlen worden war, dazu jedoch nicht antreten wollte. In Höchenschwand waren sowohl seine zweite Ehefrau als auch sein jüngster Sohn im Haushalt eines befreundeten Arztes untergebracht.

### Filmisches Wirken

#### Weimarer Republik

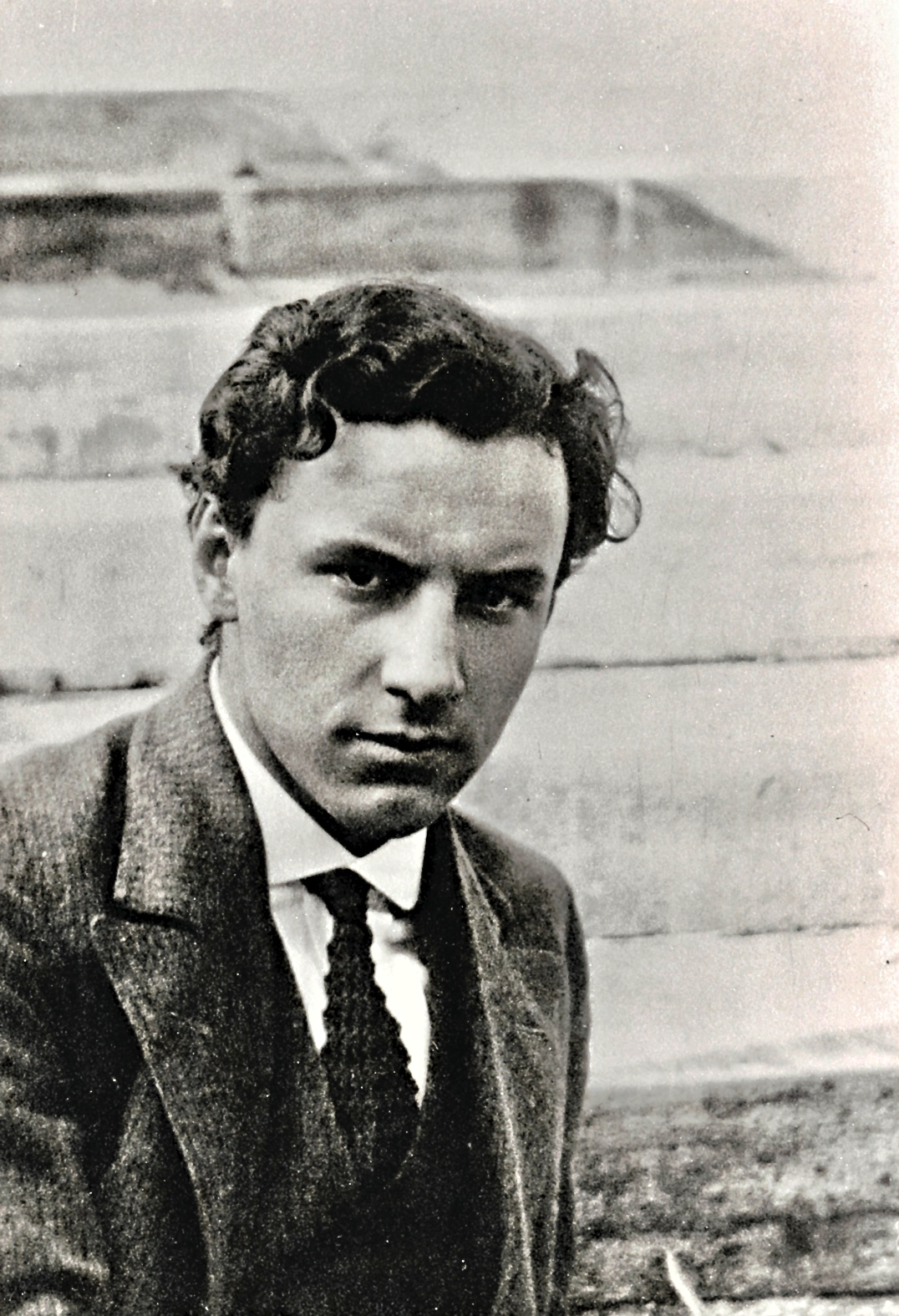
Arnold Fanck, um 1920

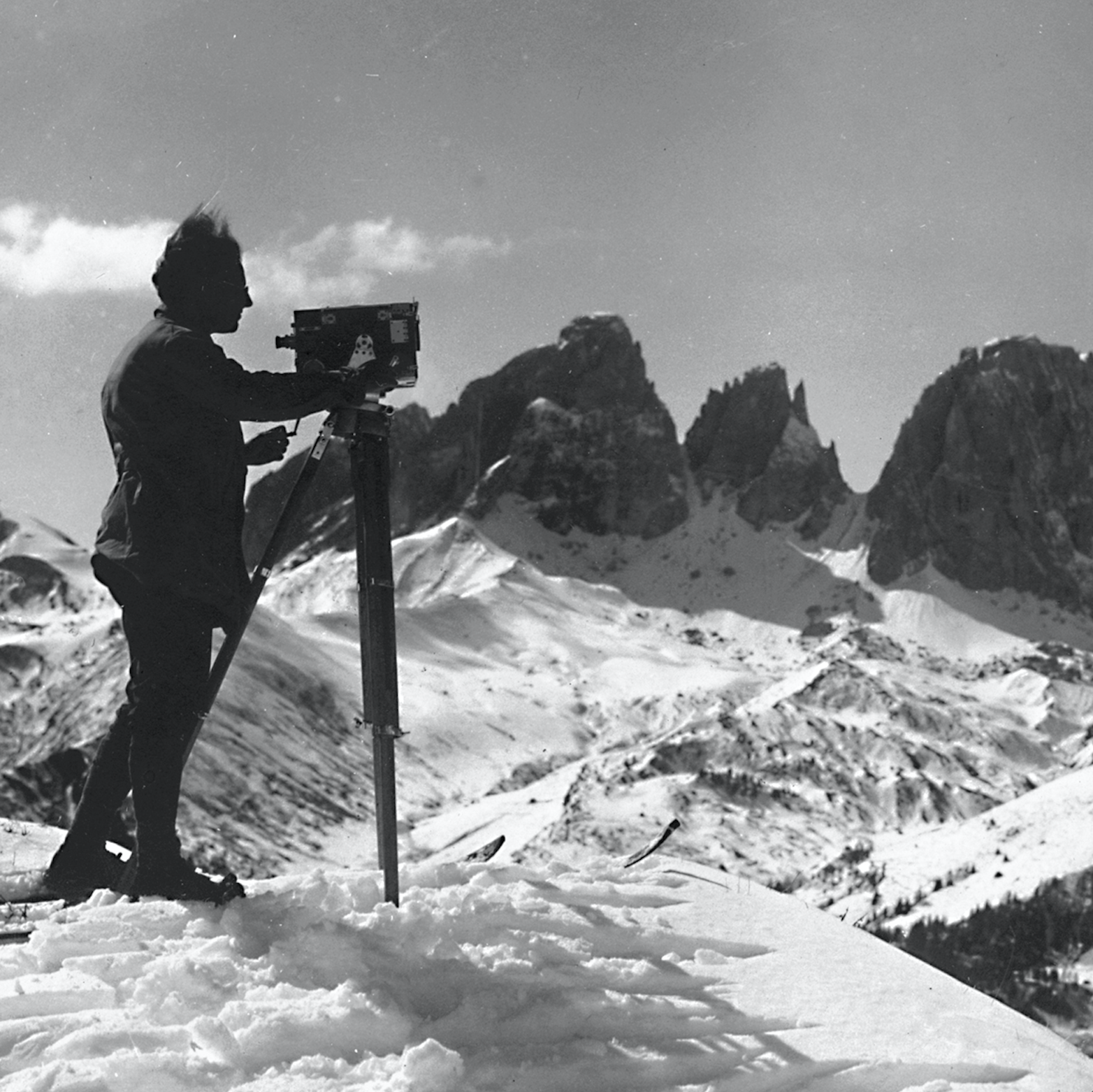
Arnold Fanck am Sellajoch in den Dolomiten, vermutlich bei Dreharbeiten zum Film Der heilige Berg im Oktober 1925

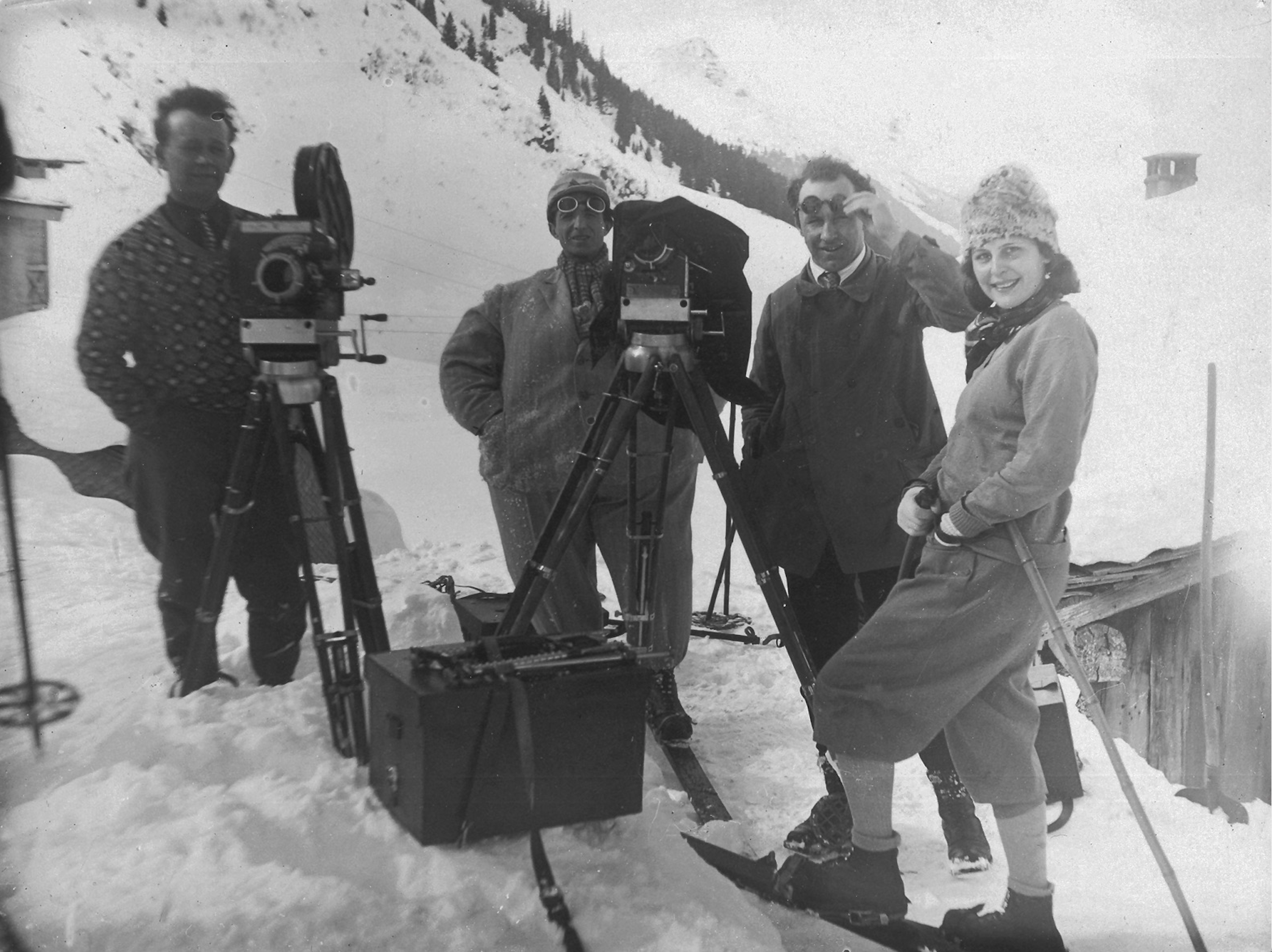
Links die Kameramänner Kurt Neubert und Hans Schneeberger (letzterer in aufblasbarem Gummianzug) an den ersten Kino-Spiegelreflex-Kameras der Welt, der Lyta, auf Arnold Fancks Anregung entwickelt durch die Lytax-Werke der Apparatebau Freiburg G.m.b.H. Rechts: Arnold Fanck und Leni Riefenstahl am Set von Der große Sprung, 1927

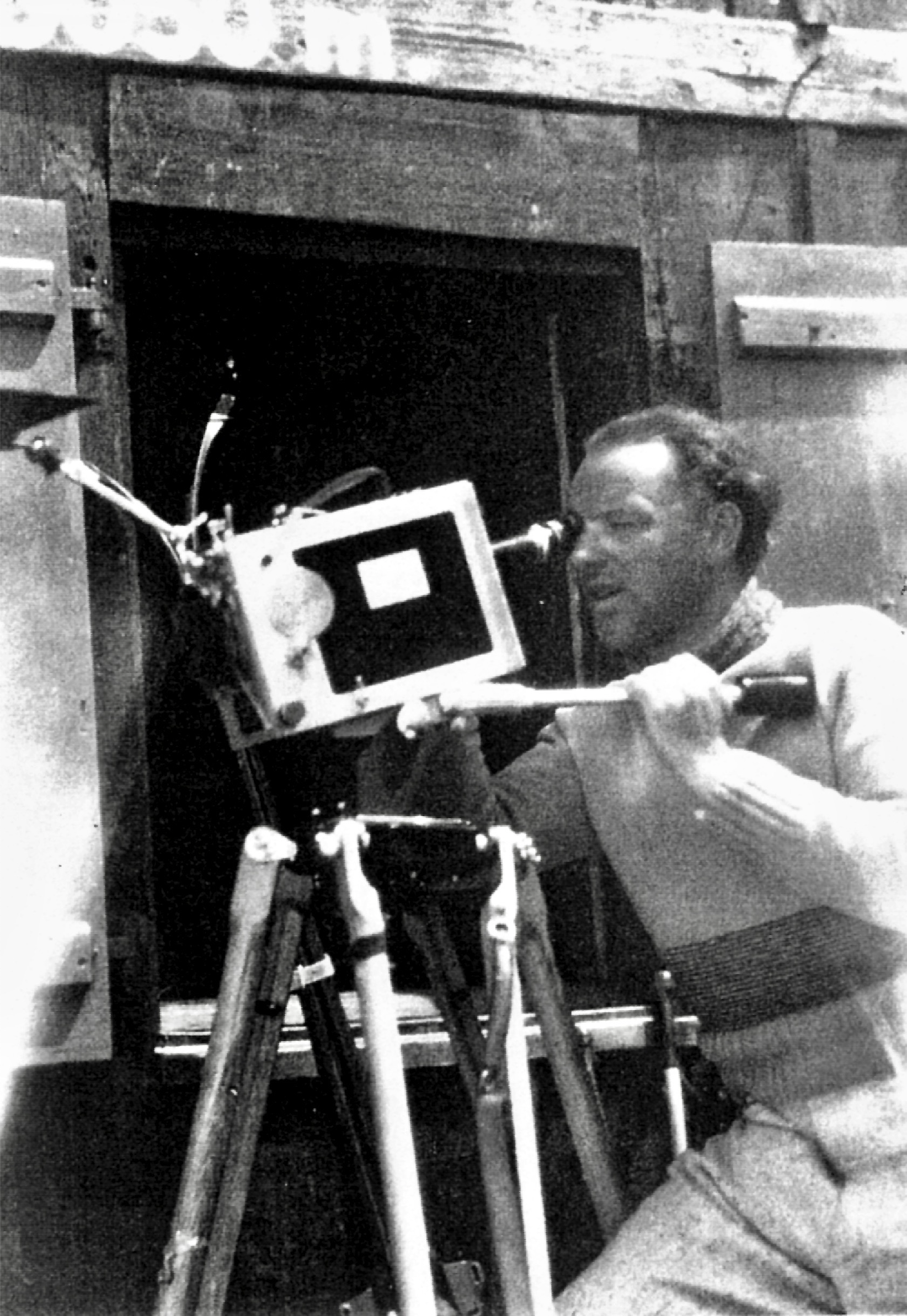
Arnold Fanck an einer Debrie-Parvo-Filmkamera bei Dreharbeiten für den Stummfilm Die weiße Hölle vom Piz Palü vor der Diavolezza-Hütte, 1929

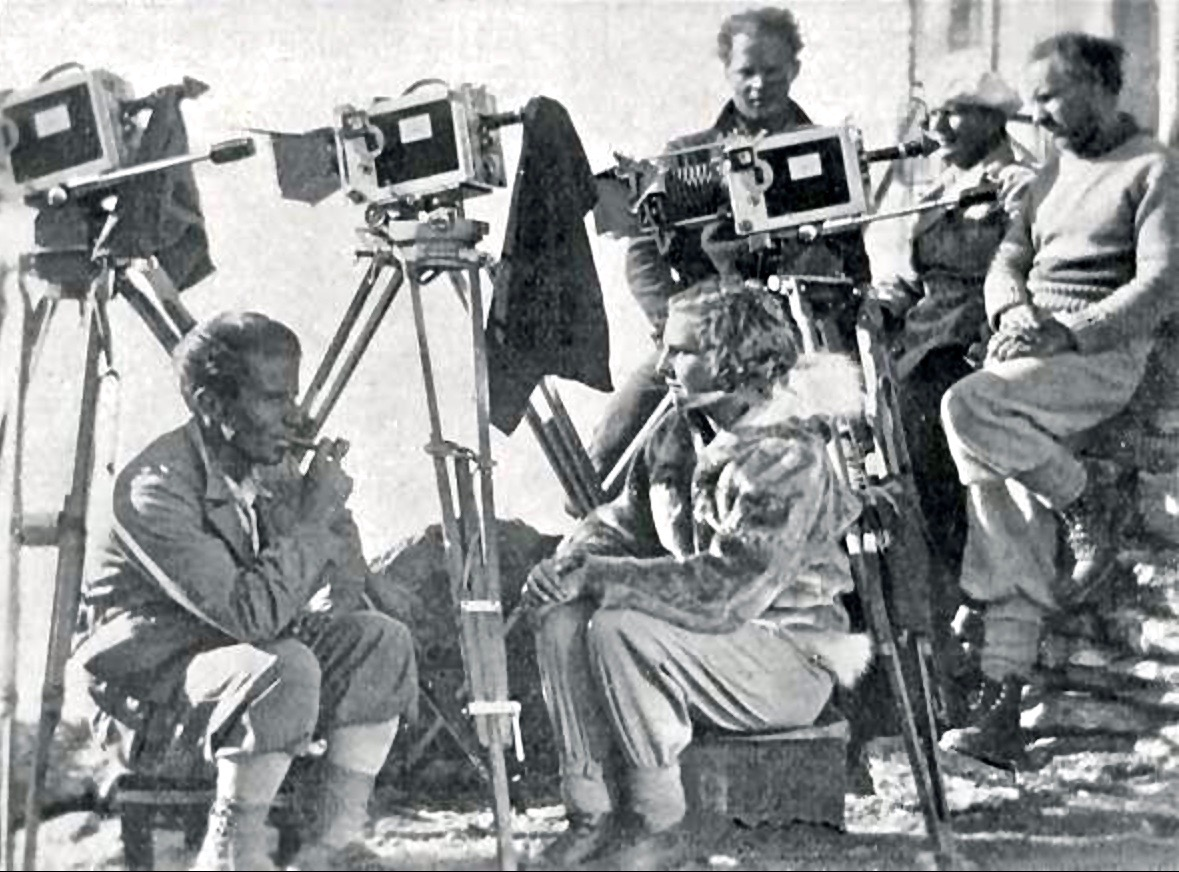
1929/30 am Set von Stürme über dem Mont Blanc, Kameramann Hans Schneeberger, Schauspielerin Leni Riefenstahl, Kameramann Richard Angst, Kameramann Sepp Allgeier, Regisseur Arnold Fanck, Debrie-Parvo-Filmkameras

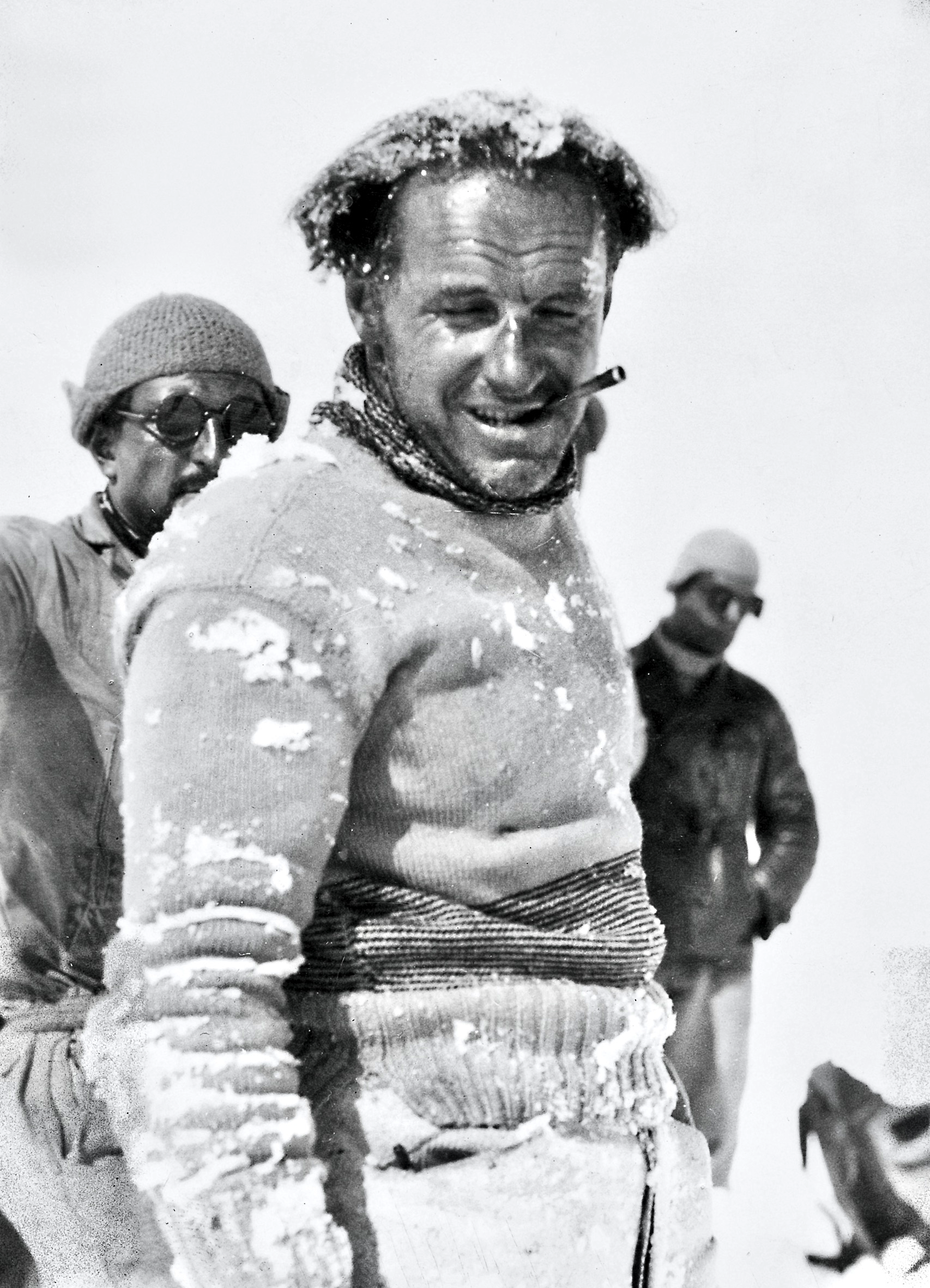
Arnold Fanck unmittelbar nach seiner Bergung aus einer Spalte des Glacier des Bossons, in die er während der Dreharbeiten zu Stürme über dem Mont Blanc gestürzt war, 1929/30

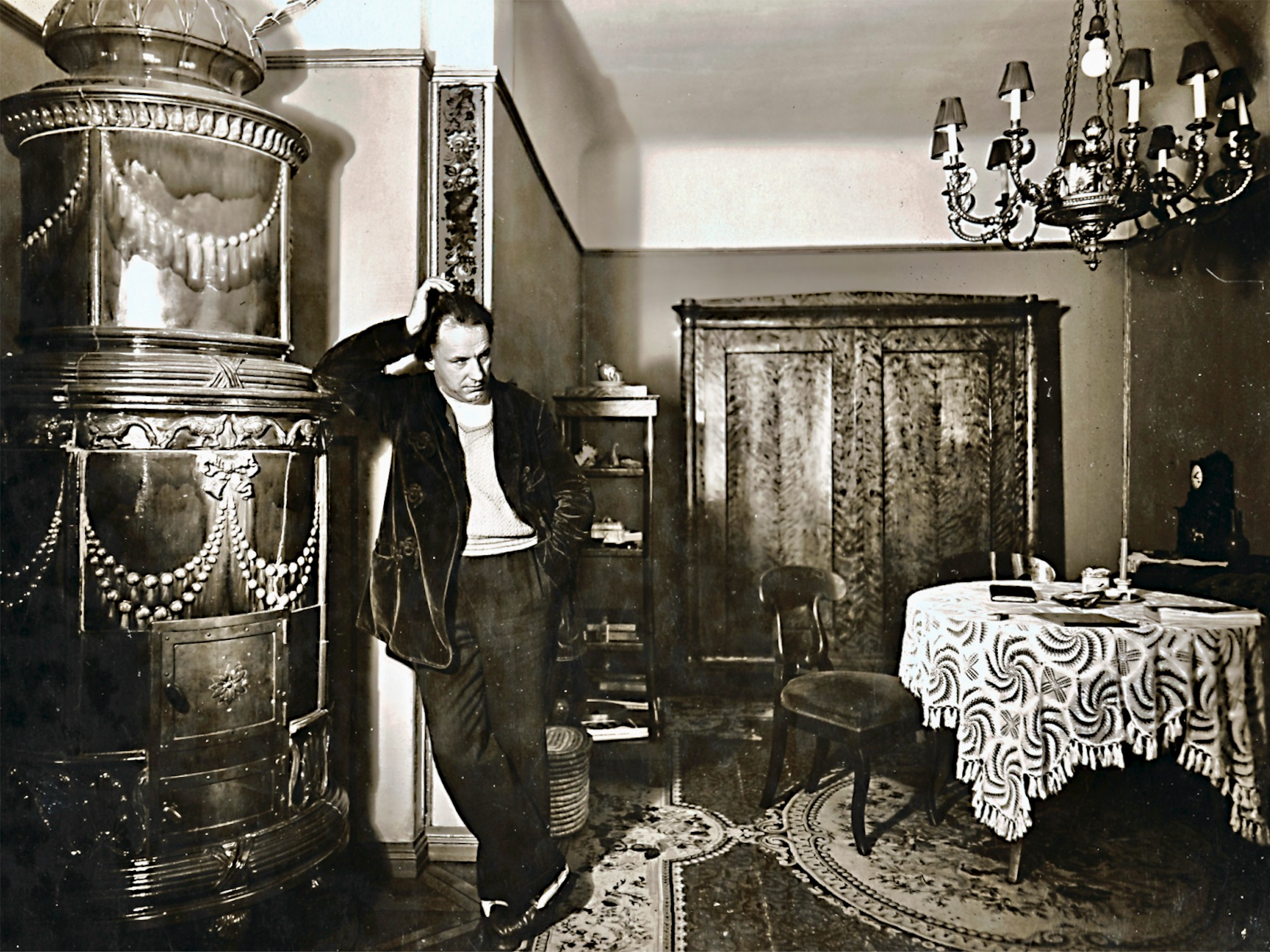
Arnold Fanck in seiner Wohnung in Berlins Kaiserallee 33/34, um 1931

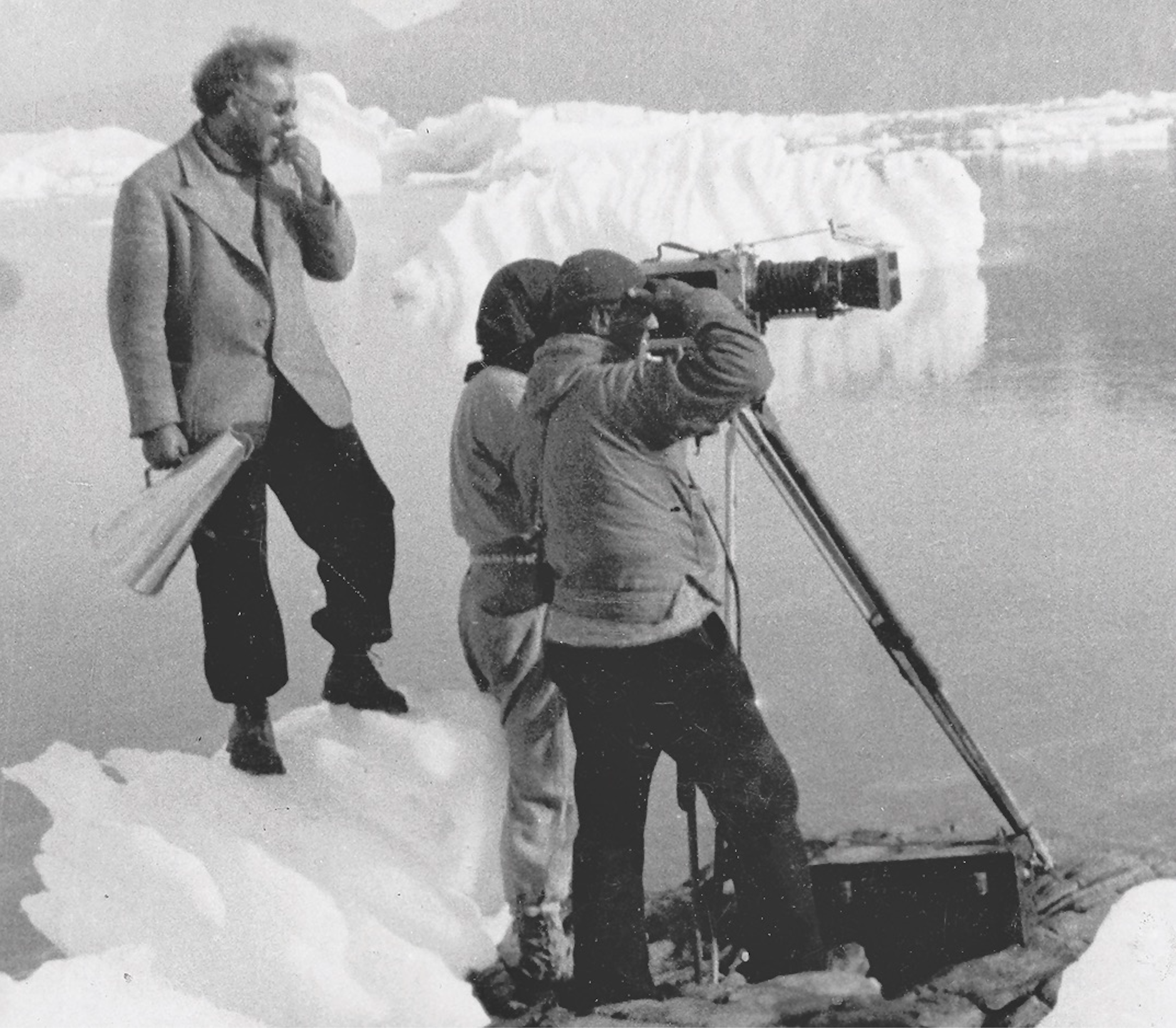
Links: Arnold Fanck bei Dreharbeiten für S.O.S. Eisberg in Grönland (Debrie-Parvo-Filmkamera mit Teleobjektiv), Sommer 1932

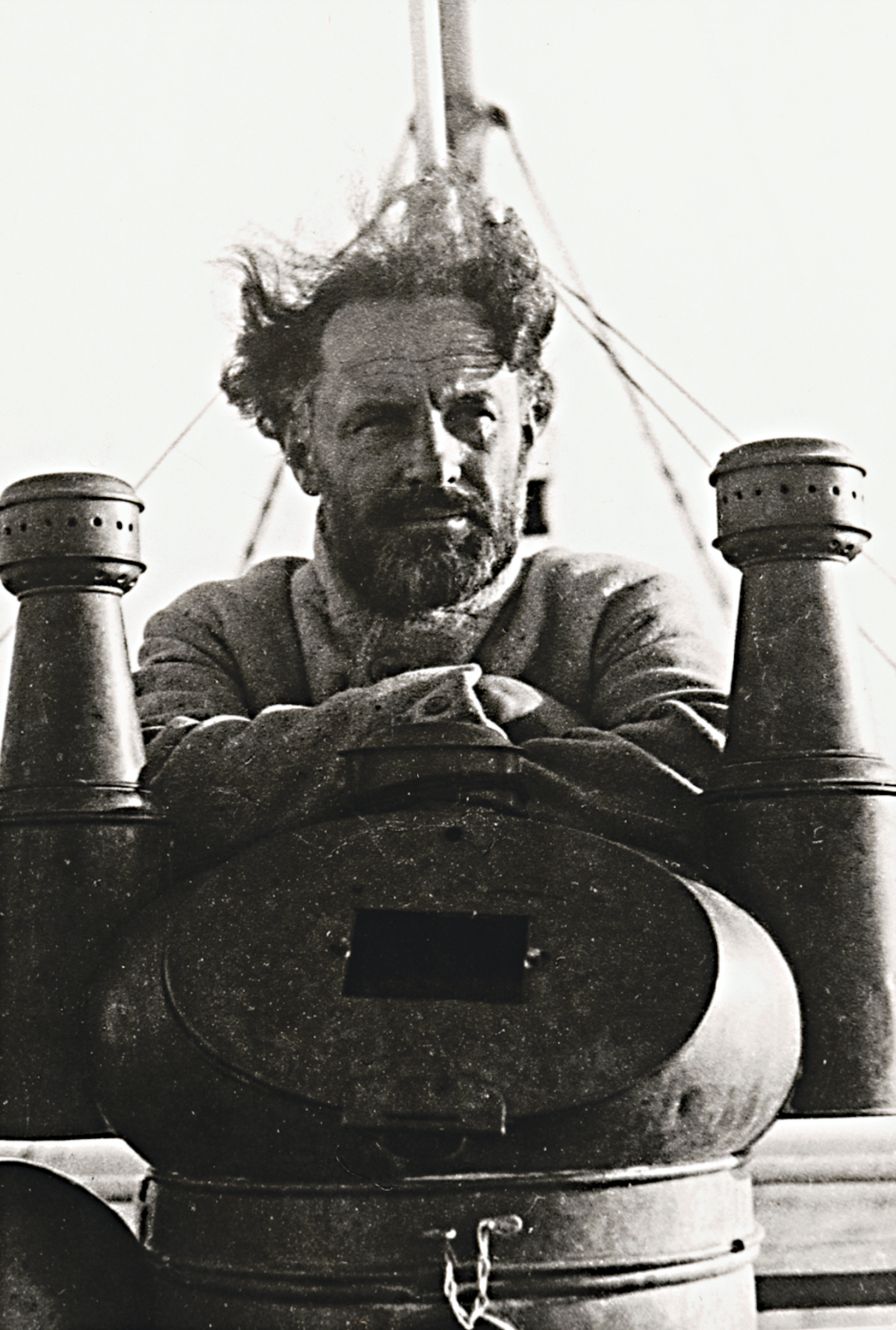
Arnold Fanck während der Dreharbeiten für den Film S.O.S. Eisberg in Grönland an Bord eines Schiffes, Sommer 1932

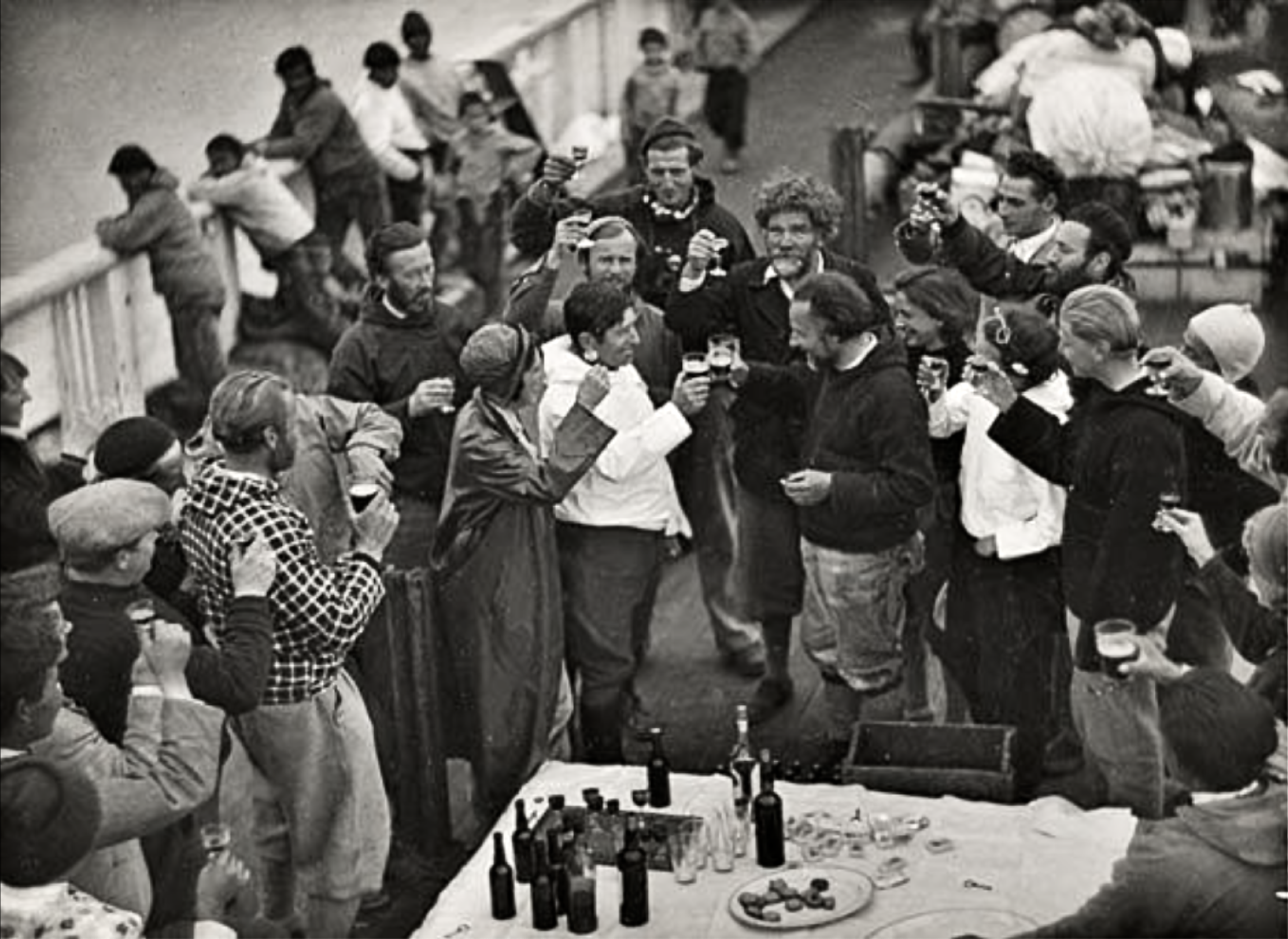
Mitte: Polarforscher Knud Rasmussen (helle Jacke) und Arnold Fanck prosten sich bei einem Umtrunk an Bord des Schiffes Th. Stauning zu, 1932

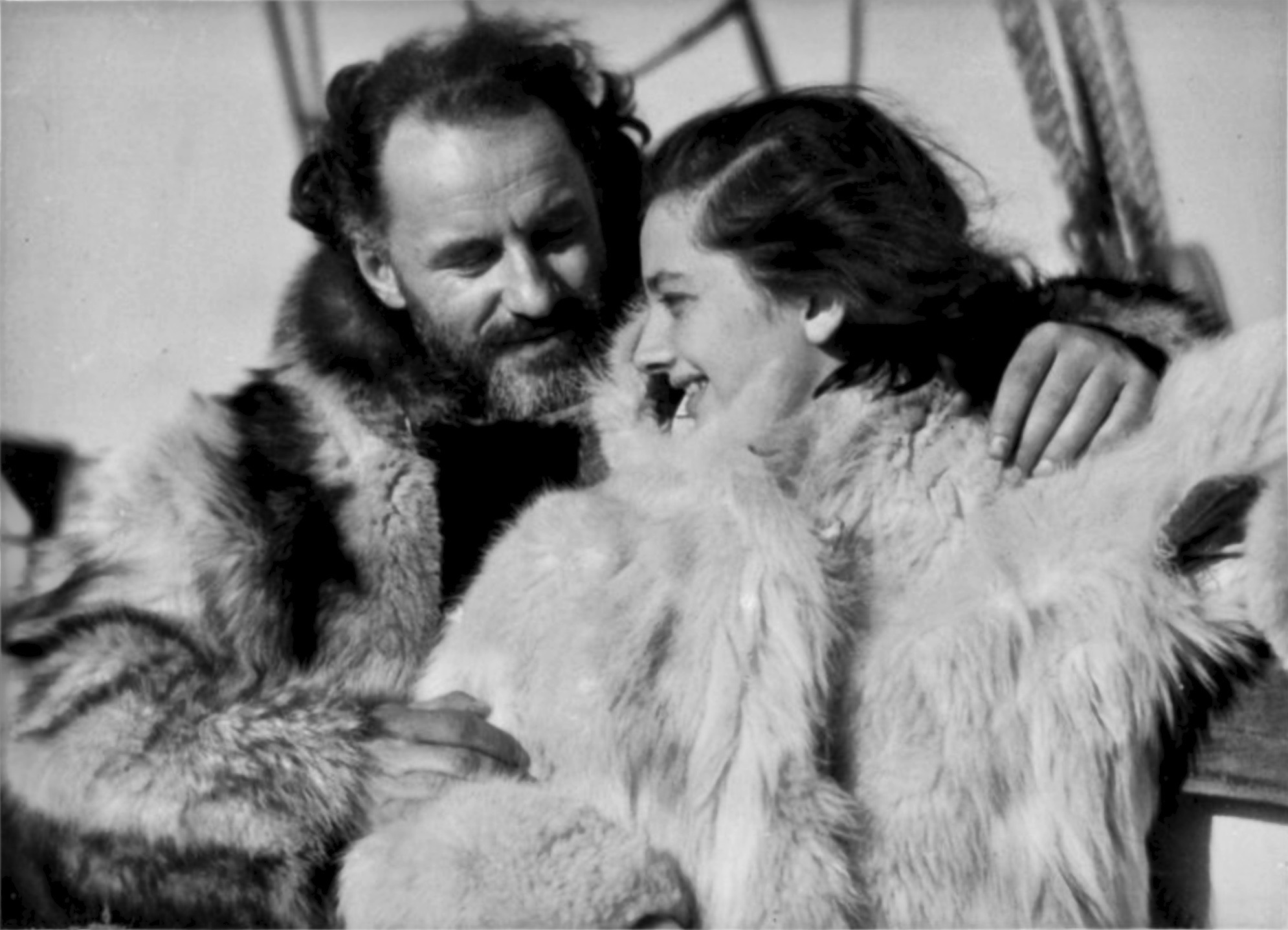
Arnold Fanck mit seiner Sekretärin und Geliebten Elisabeth Kind (* 1908), die er 1934 heiratete, in Grönland am Set des Kinofilms S.O.S. Eisberg, 1932

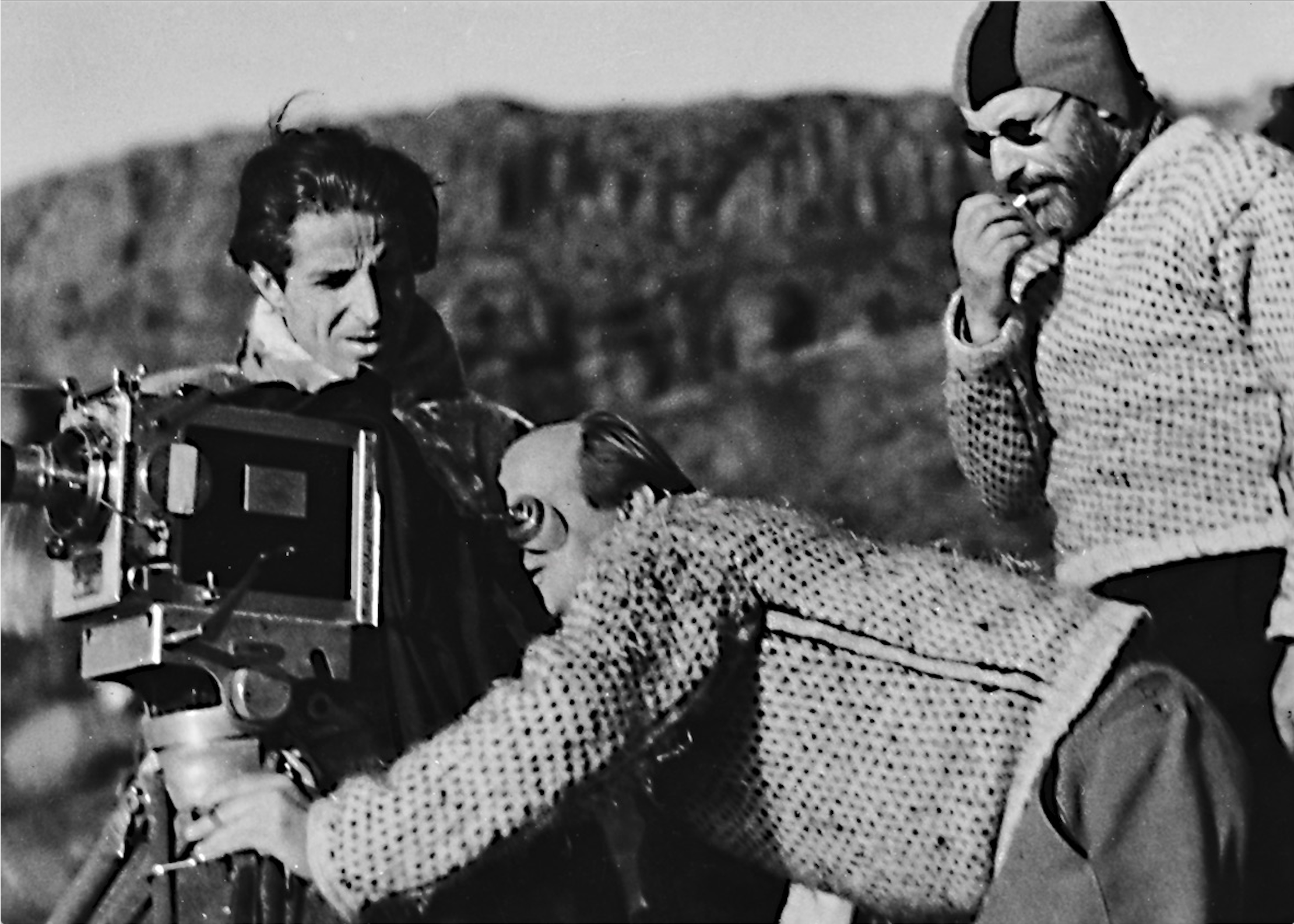
Von links nach rechts: Hans Schneeberger, Ernst Udet (gebückt) und Arnold Fanck mit einer Debrie-Parvo-Filmkamera, ca. 1932

Von links nach rechts: Ernst Sorge, Ernst Udet, Arnold Fanck und Gibson Gowland bei ihrer Ankunft auf einem Berliner Bahnhof nach dem Abschluss der Universal-Dr. Fanck Grönlandexpedition für den Film S.O.S. Eisberg, 1932

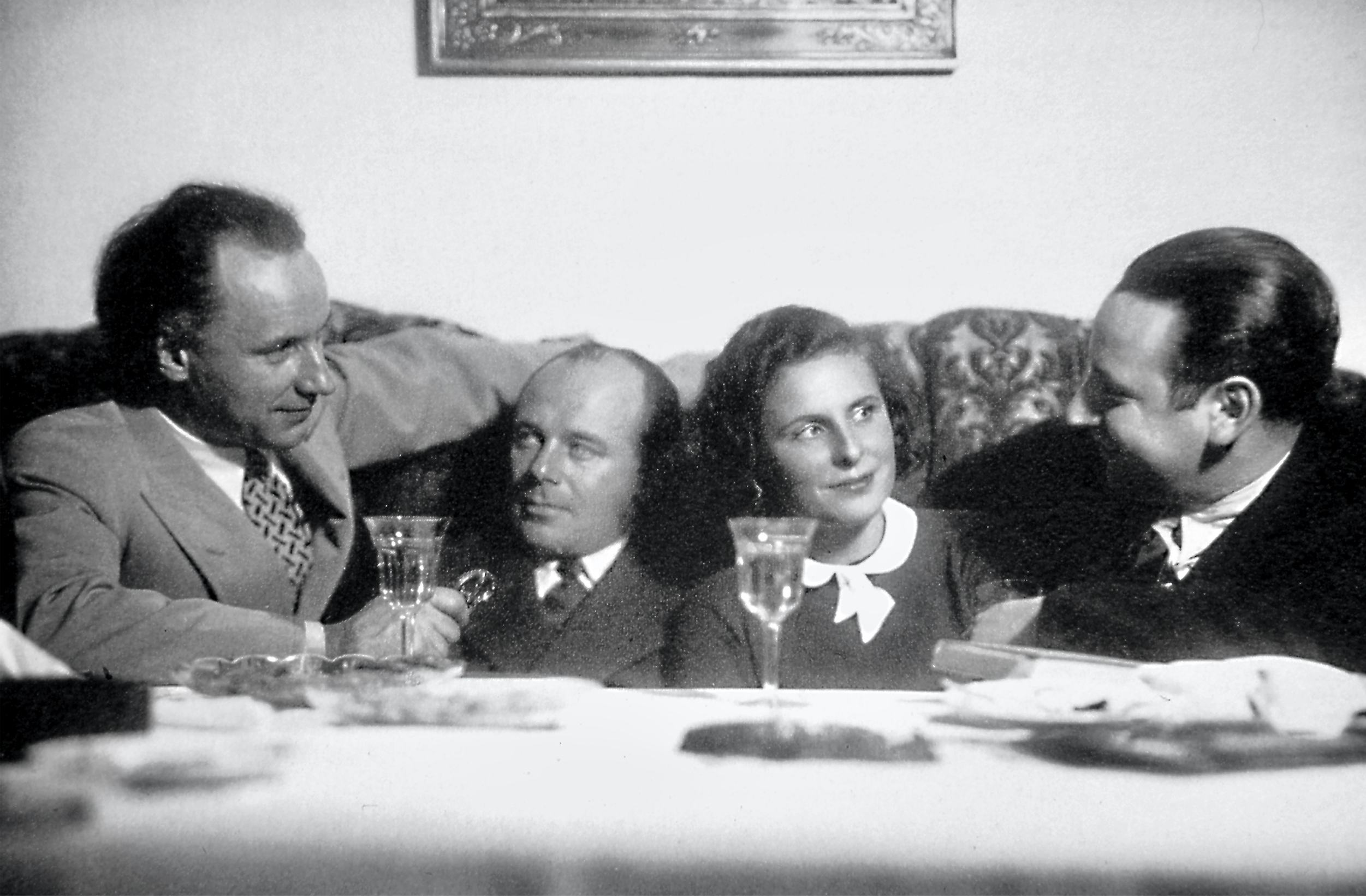
Von links nach rechts: Arnold Fanck, Ernst Udet, Leni Riefenstahl und Paul Kohner, 1932

Im Jahr 1920 gründete Fanck wohl in der Berghütte des Akademischen Skiclubs Freiburg (ASCF) auf dem Feldberg zusammen mit dem Ethnologen Odo Deodatus Tauern die Berg- und Sport-Film G.m.b.H., an der sich kurze Zeit später auch der Forscher Rolf Bauer und der Arzt Bernhard Villinger beteiligten. Fest zu seiner Filmgesellschaft zählte u. a. Sepp Allgeier als Erster Kameramann.

„Das große – für mich einzige – Mittel […] bot der Film. Nur durch die Sprache des Filmes kann man sich an das ganze Volk, ja an Völker, wenden. Und vor allem – nur der Film kann Natur und Leben in der Natur mit der höchst erreichbaren Realität und Lebendigkeit zeigen. Dies war eben, was ich brauchte: Die Natur zu zeigen, wie sie ist, so schön und fruchtbar, so idyllisch und dramatisch, so sonnig und so düster, starr und bewegt – ganz einfach das Erlebnis der Natur zu vermitteln – das war die Aufgabe, die ich mir gestellt hatte, als ich mich von den Naturwissenschaften der Naturkinematographie zuwandte.“

Fanck fiel als Filmemacher u. a. dadurch auf, dass er stets mit seinem akademischen Titel auftrat und sogar seine Künstlerpostkarten mit „Dr. Fanck“ signierte, wohl um damit die Authentizität und eine Wissenschaftlichkeit seiner filmischen Werke zu betonen.
Als Star-Darsteller seiner Filme verpflichtete er mit seinen außerordentlich wagemutigen und schwungvollen Schwarzwälder Skiläufern, die zu dieser Zeit auf Skiern (zeitgenössisch: „Schneeschuhe“) aus Holz mit rudimentären Bindungen fuhren, den damals als bester deutscher Skiläufer geltenden Arzt Ernst Baader junior (1894–1953), und zusätzlich den besten österreichischen Skiläufer Hannes Schneider vom Arlberg.
Bergsteigerisches und skifahrerisches Können waren die Grundvoraussetzungen für das an Fancks Bergfilmen beteiligte Team. Dass die Schwarzwälder Skiathleten und Bergsteiger mit Fancks Kameramännern teils identisch waren, ist heute fast in Vergessenheit geraten. Der befähigte und bewegte (sportliche) Körper wurde, ausgehend von Fancks eigener Befreiung von physischen und psychischen Einschränkungen im Kindesalter, ein Dreh- und Angelpunkt in Fancks Filmen; er beschäftigte sich mit Bewegungsstudien.

“[…] a film genre which was exclusively German: the mountain films. Dr. Arnold Fanck, a native of Freiburg i. Br., discovered this genre and all but monopolized it throughout the republican era. He was originally a geologist infatuated with mountain climbing. In his zeal for spreading the gospel of proud peaks and perilous ascents, Fanck relied increasingly on actors and technicians who were, or became, outstanding alpinists and skiers.”

Fanck fühlte sich als begeisterter Skifahrer und Bergsteiger dazu berufen, die Schönheit der Gebirgswelt und die Faszination des Skilaufs einem großen Publikum nahe zu bringen: „Und als ich dann zum ersten Mal all diese Wunder sah, der verschneiten Natur, da hat’s mich gepackt und ich hab mir gesagt, mein Gott, das müsst’ man doch allen Menschen zeigen“. Sein primäres Interesse war es, dies authentisch zu dokumentieren. Gleichzeitig komponierte er filmisch die Bergwelt nach künstlerischen Vorlagen, die Caspar David Friedrich geschaffen hatte.

„Der eigentliche Hauptdarsteller seiner [Arnold Fancks] Filme waren die Berge, die er in nie dagewesener Präzision und Dramatik inszenierte.“

Zusammen mit den Kameramännern Richard Angst, Albert Benitz, Kurt Neubert, Walter Riml und Hans Schneeberger zählten Allgeier und Fanck zur Freiburger Schule und bewirkten, dass Freiburg im Breisgau damals ein Zentrum des deutschen Filmschaffens war.
Da es zu dieser Frühzeit des Films noch keine medienwissenschaftlich erarbeitete Definition für den Dokumentarfilm gab, gingen die Regisseure jener Zeit nach eigenem Gusto vor. Ein damals realisierter Dokumentarfilm entstand unter anderen, oft ungleich schwierigeren Rahmenbedingungen als eine heutzutage produzierte TV-Doku. Dokumentationen nach heutiger Definition waren Fancks Filme daher nie. Gleichwohl können Das Wunder des Schneeschuhs (D 1919/20) und Im Kampf mit dem Berge (D 1920/21) für sich in Anspruch nehmen, weltweit die ersten dokumentarischen Filme in Spielfilmlänge zu sein (und nicht – wie vielfach kolportiert – .Robert J. Flaherty Nanuk, der Eskimo, USA 1922). Sie gelten auch aus heutiger Sicht als technisch perfekt.
Fanck stand mit Teammitgliedern wie Hans Schneeberger und Hannes Schneider, später auch Gustav Diessl, Sepp Rist, Harry R. Sokal und Ernst Udet, einigen zum Teil hochdekorierten ehemaligen Weltkriegssoldaten gegenüber, deren Erleben und Erzählen von einschneidenden Fronterfahrungen auf den Schlachtfeldern, in Schützengräben und im Luftkampf geprägt war. Fanck konnte aufgrund fehlender eigener Fronterfahrungen nichts beitragen, für den Regisseur ein Problem, dem er mit Härte und Männlichkeitsallüren am Set zu begegnen suchte. Die Teammitglieder, die den Ersten Weltkrieg an der Front überlebt hatten, waren gewohnt, hohe Risiken einzugehen, bis ans Limit und teils darüber hinauszugehen. Sie suchten den Nervenkitzel, brauchten den Adrenalinschub geradezu.
Fanck begründete mit seinen Berg- und Skifilmen die Kinomythen für eine sich gedemütigt fühlende Nation im Aufbruch, die sich nach Erstem Weltkrieg, Novemberrevolution und Versailler Vertrag in der jungen und höchst brüchigen Demokratie der Weimarer Zeit nach Heldenepen und Romantik sehnte, ein nicht geringer Anteil auch nach einer ihnen unbekannten und unerreichbar erscheinenden Welt, der des Hochgebirges. Die Deutschen suchten den Ausgleich erlittener Demütigung durch das Hochgefühl erhabener Empfindungen. Zur Entstehungszeit der ersten erfolgreichen Bergfilme Fancks kam den Nationalsozialisten noch keinerlei Bedeutung zu, aber ultrarechts gerichtete Kräfte hatten sich bereits deutlich bemerkbar gemacht (siehe Kapp-Putsch).

„These films [»Wunder des Schneeschuhs«, »Im Kampf mit dem Berge«, »Fuchsjagd im Engadin«] were extraordinary in that they captured the most grandiose aspects of nature at a time when the German screen in general offered nothing but studio-made scenery.“

Fancks Berg- und Skifilme waren Resultate von Expeditionen in häufig unerschlossene Gebiete, wurden unter schwierigsten Bedingungen und Lebensgefahr gedreht. Der am Feldberg im Schwarzwald gedrehte Film Das Wunder des Schneeschuhs, für den Fanck eine 5 Zentner schwere Filmausrüstung inklusive voluminöser Ernemann Zeitlupenkamera per Schlitten auf den Berg hinaufziehen ließ, hatte im Spätsommer 1920 als weltweit erster Skifilm in Berlins Scala vor rund dreitausend Zuschauern und Regierungsmitgliedern Premiere und wurde auch international sehr erfolgreich.
Fanck war einer der Ersten, die mit der Ernemann Zeitlupenkamera filmten, der Erste beim Sport im Hochgebirge. Der Film Das Wunder des Schneeschuhs, der über mehrere Jahre auch am Broadway lief und von rund 10 Millionen Menschen gesehen wurde, begründete das Genre des Ski- und Sportfilms. Reichspräsident Friedrich Ebert soll über die darin enthaltenen Zeitlupenaufnahmen seine Begeisterung geäußert haben. Marcellus Schiffer, einer der Zuschauer, bezeichnete Fancks Film als „Herrlich gesund!“ Über Fancks Bergfilme urteilte die zeitgenössische Filmkritikerin Lotte Eisner: „Visionen von Bergmassen, von Schneehängen, die im Sturm verwehen, die gleichsam in der Wucht ihrer Montage gewaltig brausende Fugen einer gigantischen Orchestrierung sind“.
Gleichzeitig markierte der Film eine Abkehr vom bislang primär dokumentarischen und unabhängigen Werk Fancks. Kleine Spielhandlungen wurden ab 1921/22 integriert, dem Publikumsgeschmack musste aus ökonomischem Sachzwang heraus Rechnung getragen werden. Im Kern wollte Fanck nicht über eine realistische Darstellung der Natur bzw. Bergwelt hinausgehen; es ging ihm primär um Authentizität.
Doubles, gelernte Schauspieler oder Studioaufnahmen waren bei Fanck anfangs verpönt, letztere kamen später aber häufig vor, obwohl die Spielhandlung zumeist ein Schwachpunkt Fancks blieb.

„Fancks frühe Arbeiten, die er meist in eigener Produktion herstellte, waren primär optisch faszinierende, semidokumentarische Bilderreigen, in denen der Handlungsstrang eher sekundäre Bedeutung besaß.“

Arnold Fanck arbeitete ab 1923 mit Luis Trenker in Der Berg des Schicksals und ab 1925 mit Leni Riefenstahl in Der heilige Berg, die er beide für ihre Rollen als Darsteller entdeckte und ihnen damit den Einstieg in die Filmbranche ebnete.

„[…] Es gab noch gar keine Bergfilme, es gab damals auch noch keine so bewegten Aufnahmen. Die Wolken zum Beispiel lebten und bewegten sich, das hat es damals noch nicht gegeben. Da war Fanck ein Pionier. Und die Zeitlupenaufnahmen und vor allen Dingen die Beleuchtung, das Gegenlicht und die Bildeinstellungen, das war alles künstlerisch. Das war also weit – weit der Zeit voraus. Man merkte sofort, ohne viel vom Film zu verstehen, dass das eine ganz besondere – ganz besondere Kunstform war, die ich dort zum ersten Mal auf der Leinewand (sic!) erblickte.“

Sowohl Trenker als auch Riefenstahl wurden von Fanck protegiert; von Leni Riefenstahl sollen Fanck und Trenker in hohem Maß erotisiert gewesen sein. So spiegelte die fiktive Handlung des Films Der heilige Berg das reale Geschehen am Set wider: Eine Frau steht zwischen zwei Männern. Am Set waren es zeitweise etwa fünf Männer: Regisseur und Drehbuchautor Fanck, die Kameramänner Sepp Allgeier und Hans Schneeberger, Co-Produzent Harry R. Sokal, Darsteller Luis Trenker. Der in Innsbruck residierende Bankier Sokal, teils jüdischer Abstammung, war seit 1923 ein Förderer und Finanzier der Karriere Riefenstahls und gleichzeitig ein hartnäckiger Verehrer. An der Produktion des von Fanck für Riefenstahl geschriebenen Drehbuchs zu Der Heilige Berg war Sokal anfangs mit 25 Prozent beteiligt, bis er sich wegen der Männerkonkurrenz um Riefenstahl vom Set zurückzog. Ohne Sokal wäre wohl ein großer Teil der Filme Fancks nicht realisierbar gewesen. Der Einstieg der UFA erlaubte ein weitaus höheres Budget und beendete die bis dahin vorherrschenden finanziellen Engpässe. Sie bot Fanck für einen neuen Bergfilm 300.000 Reichsmark unter der Prämisse, dass dieser eine Handlung haben müsse. So entstand Der heilige Berg auf der Basis eines Buches von Gustav Renker.
Leni Riefenstahl manövrierte sich, auch durch das ihr geltende Kopulationsinteresse der Männer am Set, durch Fancks Bergfilme in die Rolle der „Reichsgletscherspalte“, eine zeitgenössische und äußerst anzüglich gemeinte Zuschreibung. Dies war ein Terminus, von dem später die so titulierte „Reichswasserleiche“ für eine andere Darstellerin abgeleitet wurde. Als Frau musste sich Riefenstahl in der Männerdomäne Bergfilm erst einmal durchsetzen und schaffte das auch – durch gewaltigen Ehrgeiz, eisernen Willen, sportliches Talent und den gezielten Einsatz von Erotik und Sex. Sowohl in ihrer Rolle in Fancks Bergfilmen als auch am Set verkörperte Leni Riefenstahl das dämonisierte, aber auch modernisierende Element, und erwies sich als Konfliktherd. Sie spiegelte die Verunsicherung der Männer der Zwischenkriegszeit wider, die sich mit einem wandelnden Frauenbild und einem veränderten Verhältnis der Geschlechter zueinander konfrontiert sahen.
War es ein Zufall, dass Fancks Film Der heilige Berg so kurz nach dem Erscheinen von Thomas Manns Bildungsroman Der Zauberberg gedreht wurde? Die Parallelen zwischen diesem literarischen Werk und Fancks persönlicher alpiner Erweckungsgeschichte sind offensichtlich und könnten Fanck angeregt haben.
Für die Universum Film AG (UFA), für die Althoff-Amboss-Film AG (AAFA-Film) und die Deutsche Universal-Film AG erarbeitete Fanck richtungsweisende Filme.

„Fancks Rolle als erster Pleinair-Maler, als erster Luminist des deutschen Films war unbestritten. Fanck war ein Pionier (und auch ein Fetischist) des Freiluftfilmens. Er hat dem in der Enge tappenden (Stumm-)Film Weiten geöffnet, die jahrelang außer ihm keiner zu erfüllen vermochte.“

In seinen Filmen glorifiziere und stilisiere Fanck die Erfahrung der Natur, der Bergwelt und des Sports. So ästhetisierten und mystifizierten Fancks Bergfilme die Natur, sie zelebrierten einen Körperkult, atmeten den Geist der Lebensreformbewegung, jedoch nicht den Ungeist faschistischer Ideologie. Zeitgenössische Filmkritiker stellten wiederholt Bezüge zwischen Fancks Bergfilmen und Fidus her. „Drum auf, deutscher Film, zum heiligen Berg der Wiedergeburt deiner selbst und des deutschen Volkes!“
Filmwissenschaftler machen eine Ideologisierung, Funktionalisierung und Remythologisierung der Natur in Fancks Frühwerk aus, das deren Beherrschbarkeit durch den Menschen suggeriere und Naturgewalten als „gerecht“ charakterisiere.
Ein „antizivilisatorischer Geist“ wehe durch Fancks Filme, die „unberührte Natur“ erscheine „als Refugium dessen, der vor der Gesellschaft […]“ fliehe. Deutsche Bergfilme entsprächen einer „Anthologie proto-nazistischer Gefühle“, seien „reaktionäre Phantasien“, die nicht nur aus „anti-modernen Überzeugungen“ gespeist würden, sondern ihnen auch Vorschub leisteten.
Fanck schreibe dem Bergsteigen eine quasi-religiöse Bedeutung und eine ethische Würde zu. Wie der Romantizismus eines Richard Wagner oder die spätere faschistische Doktrin mystifiziere Der heilige Berg die Sterblichkeit des Bergsteigers und veredele bzw. überhöhe dessen Selbstaufopferung. Der Film suggeriere eine christliche Vision des Todes als Mittel zur Erlösung und (über)zeichne die Sinnlosigkeit des vorzeitigen Todes zweier Protagonisten als Credo für Freundschaft und Loyalität. Der Film war Fancks verstorbenem Freund, dem promovierten Bergsteiger Hans Eduard Rohde (1890–1915), gewidmet.
1925 gab Fanck einen wegweisenden großformatigen Bildband heraus, der in der Folge den Skisport stark beförderte: Wunder des Schneeschuhs – Ein System des richtigen Skilaufens und seiner Anwendung im alpinen Geländelauf. Darin wurde mit 242 Einzelbildern und 1100 kinematographischen Reihenbildern von Sepp Allgeier sowie der von Hannes Schneider propagierten Arlberg-Skitechnik das Grundwissen des Skifahrens als einfachste Sache der Welt vermittelt. Fanck investierte viel Zeit in diesen Bildband, um aus einer großen Menge von Allgeiers Filmmaterial geeignet erscheinende Sequenzen auszuwählen, welche die Bewegungsabläufe beim Skifahren verdeutlichen konnten.
International bekannt wurde Fanck ab 1928 mit seinem wohl erfolgreichsten Bergdrama Die weiße Hölle vom Piz Palü, für dessen Dreh Produzent Harry R. Sokal darauf bestanden hatte, Georg Wilhelm Pabst als Co-Regisseur für die Führung der Darsteller zu engagieren. Die Unterstützung durch G. W. Pabst erschien Sokal wichtig, weil Fancks eigene Fähigkeiten hinsichtlich der Führung seiner Darsteller sehr begrenzt gewesen sein sollen. Demgegenüber wird ihm filmische Virtuosität bescheinigt.
Mit dem klaren Ziel vor Augen, dramatische und glaubhafte Einstellungen zu erzielen, schonte Fanck seine Darsteller während der Dreharbeiten nicht; er war gnadenlos perfektionistisch. Für seinen Film Die weiße Hölle vom Piz Palü ließ er eine Schneewand oberhalb der Darstellerin Leni Riefenstahl absprengen, um den Aufnahmen die erwünschte Dramatik zu verleihen. Diese äußerte wegen der über die Leistungsgrenze gehenden Anforderungen, die Fanck seinen Darstellern zumutete, regelrechten Hass auf Fanck. Insgesamt jedoch war es zeitweise eine Hassliebe, die Fanck und Riefenstahl ebenso verband wie trennte.
Fanck wird als hart gegenüber sich selbst und anderen beschrieben, als erfolgsorientiert, egomanisch, eitel und sadistisch. Kritik habe er nicht vertragen. In diesen charakterisierenden Zuschreibungen dürfte er sich von Leni Riefenstahl nicht grundsätzlich unterschieden haben.
1928 filmte Fanck die II. Olympischen Winterspiele (Das weiße Stadion), die in St. Moritz stattfanden.
Die Kinematographie veränderte sich, der Tonfilm kam auf. In seinen späteren Spielfilmen musste Fanck auf gelernte Schauspieler zurückgreifen, die von seinem Darstellerteam aus versierten Skiläufern und Bergsteigern teils als „Salontiroler“ abqualifiziert wurden.
Erster Tonfilm Fancks wurde Stürme über dem Mont Blanc, in dessen Plot er die menschengemachte Technik über die Naturgewalten siegen ließ. Gleichzeitig integrierte er eindeutig erkennbare sexuelle Anspielungen auf die von ihm begehrte Leni Riefenstahl in den Film.

„Aber es sind viele, die Fanck vorwerfen, dass er in die großen Bilder seiner Bergwelt Geschichten kleiner menschlicher Schicksale mischt. Diese Kritik gehört zu jenen, die sich selber widersprechen. Kann denn Größe anders dargestellt werden, als gemessen an der verhältnismäßigen Kleinheit menschlichen Alltags? Bilderbögen schöner landschaftlicher Hintergründe haben schon andere vor Fanck fotografiert. Aber seine Berge werden dramatisch, weil sie mitspielen in einem Spiel. Fanck führt Regie mit Gletschern und Lawinen und Stürmen über dem Montblanc. Naturelemente werden zu dramatischen Elementen, zu lebendigen Mitwesen, weil sie Lebewesen begegnen. Der Fels wirkt drohend, weil er irgendjemanden bedroht und mit den Augen des Bedrohten gesehen wird. Der Schneesturm wird zum schrecklichen Schicksal, weil er in das Schicksal von Menschen eingreift. Er wird zum Antagonisten im Kampf, weil er sich der Absicht, dem wilden Willen eines Menschen entgegenstellt. So bekommt die Natur in Dr. Fancks Filmen ein Antlitz. Und damit beginnt die Kunst.“

Ab Dezember 1931 lief Der weiße Rausch – neue Wunder des Schneeschuhs in den Lichtspielhäusern. Dieser Skifilm, in deutlich expressionistischer Ausprägung lustvoll schwelgend, vermag noch heute Freestyler und Snowboarder zu begeistern, während ihn Klaus Mann im Januar 1932 als „verblüffend schlechter und eintöniger Schnee- und Skifilm mit der unverträglich (sic!) miesen Leni Riefenstahl“ wahrnahm.
Im Jahr 1932 hieß es in dem von Frank Arnau herausgegebenen bilingual deutsch-englischsprachigen Universal Filmlexikon: „Arnold Fanck ist Autor und Regisseur der herrlichsten Hochgebirgsfilme, die je gedreht wurden“. Leni Riefenstahl, die zu dieser Zeit an ihrem Erstlingswerk als Regisseurin arbeitete, übergab den zunächst von ihr selbst geschnittenen Film Das blaue Licht an Fanck, weil sie mit dem Ergebnis sehr unzufrieden war. Erst nachdem Fanck ihn geschnitten und das Werk gerettet hatte, äußerte sich Riefenstahl damit zufrieden, wie sie Béla Balázs schrieb.
1932 reiste Fanck auf persönliche Einladung von Carl Laemmle zu den Universal Studios nach Hollywood. Laemmle, der deutsch-jüdischer Abstammung war, hatte zwei Jahre zuvor als Produzent der zweifach Oscar-prämierten Verfilmung von Erich Maria Remarques Antikriegsroman Im Westen nichts Neues den ganzen Zorn der Nationalsozialisten auf sich gezogen.
In Hollywood saß Fanck bei einem zu seinen Ehren veranstalteten Fest mit vielen Hollywoodstars neben Marlene Dietrich, mit der er jedoch keine Anknüpfungspunkte für ein Gespräch fand; zu unterschiedlich waren die Interessen und Erfahrungshorizonte.
Als Resultat der Konsultationen zwischen Laemmle und Fanck gab es ein Budget von 1 Million Reichsmark; es bildete sich die Universal-Dr. Fanck Grönlandexpedition für den vor Grönland zu realisierenden Film S.O.S. Eisberg. Fanck handelte dafür das Protektorat des Polarforschers Knud Rasmussen aus, da Grönland zum Schutz der Eskimos ein für Ausländer gesperrtes Territorium war.
Bei zweistelligen Minusgraden nötigte Fanck die Darsteller auf kalbende Eisberge und in die Fluten des Eismeeres; das Filmteam entkam nur knapp dem Tod. Die Aufnahmen aus der Luft steuerte Flieger-Ass Ernst Udet bei, ein „Kassenmagnet“. Nach den Strapazen der Dreharbeiten und trotz aller (echter) Dramatik des Films genügte er den Universal Studios aus US-amerikanischer Sicht noch nicht ganz. Als diese den Schluss des fertig gedrehten Films ohne Einverständnis Fancks in der Machart Hollywoods kitschig veränderten, kündigte er seine bereits vereinbarte Option auf drei weitere Filme für Universal und vergab sich auf diese Weise eine in greifbarer Nähe liegende Hollywoodkarriere.
Während der Spiele der X. Olympiade 1932 in Los Angeles wurden zwei deutsche Alpinisten, die Brüder Franz Xaver und Toni Schmid, vom Internationalen Olympischen Komitee (IOC) mit dem Prix olympique d’alpinisme für die Durchsteigung der Matterhorn-Nordwand gewürdigt. Für das Filmgenre Bergfilm bedeutete dies unmittelbar vor der Machtabtretung an die Nationalsozialisten maximale Beachtung durch ein euphorisiertes Publikum.

#### NS-Zeit

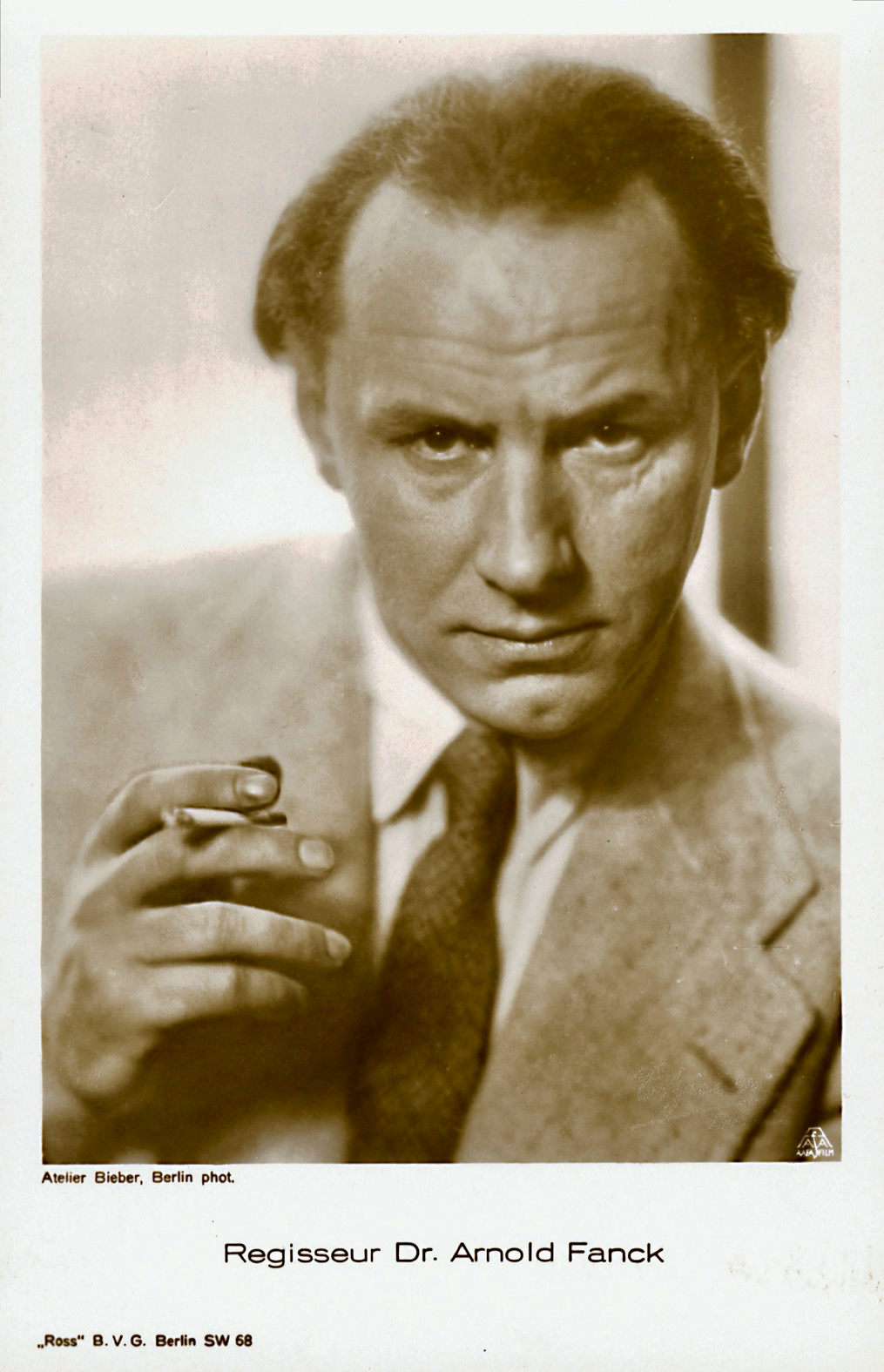
Arnold Fancks Künstlerpostkarte

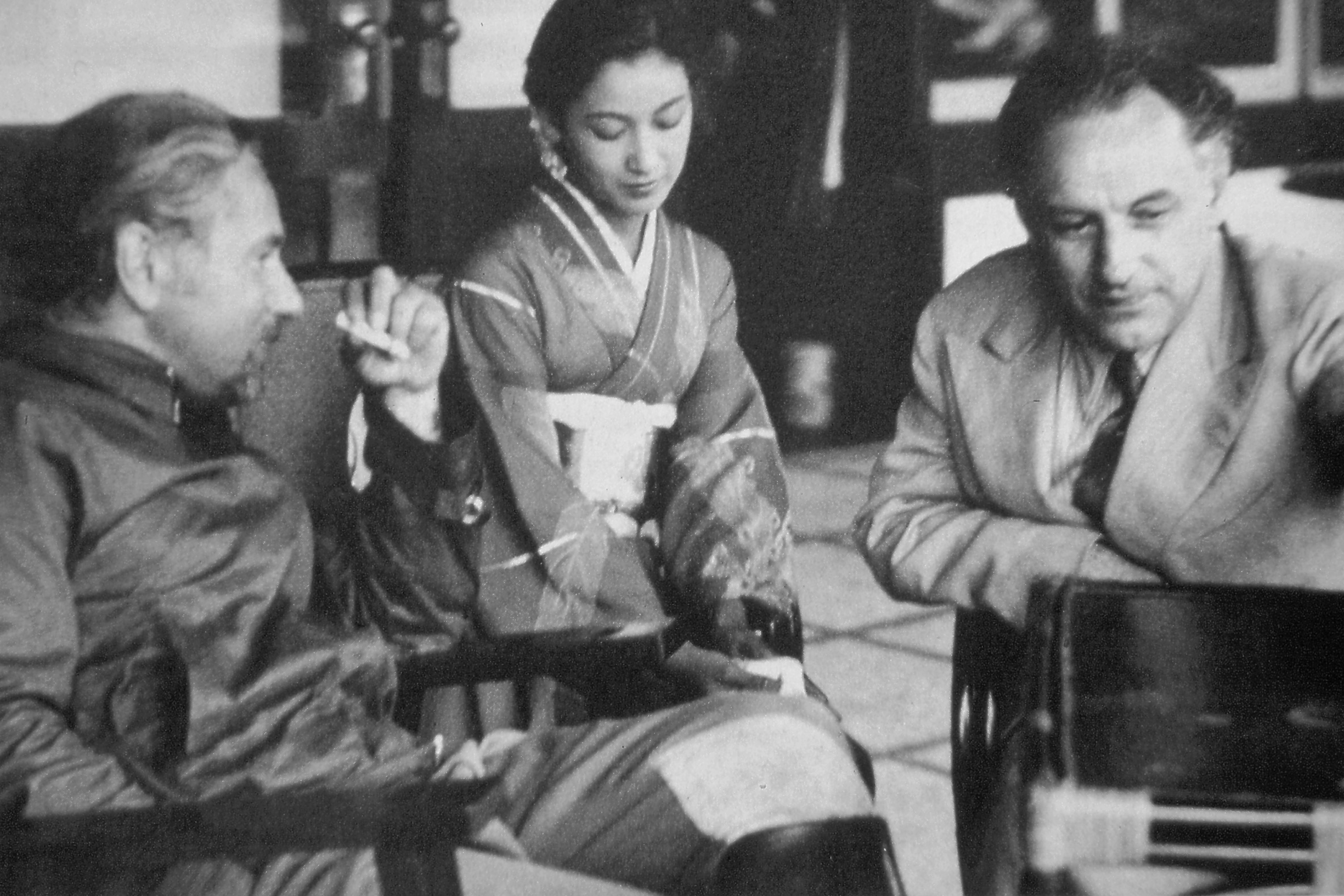
Josef von Sternberg, Setsuko Hara und Arnold Fanck anlässlich der Dreharbeiten zu Die Tochter des Samurai in Japan, 1936

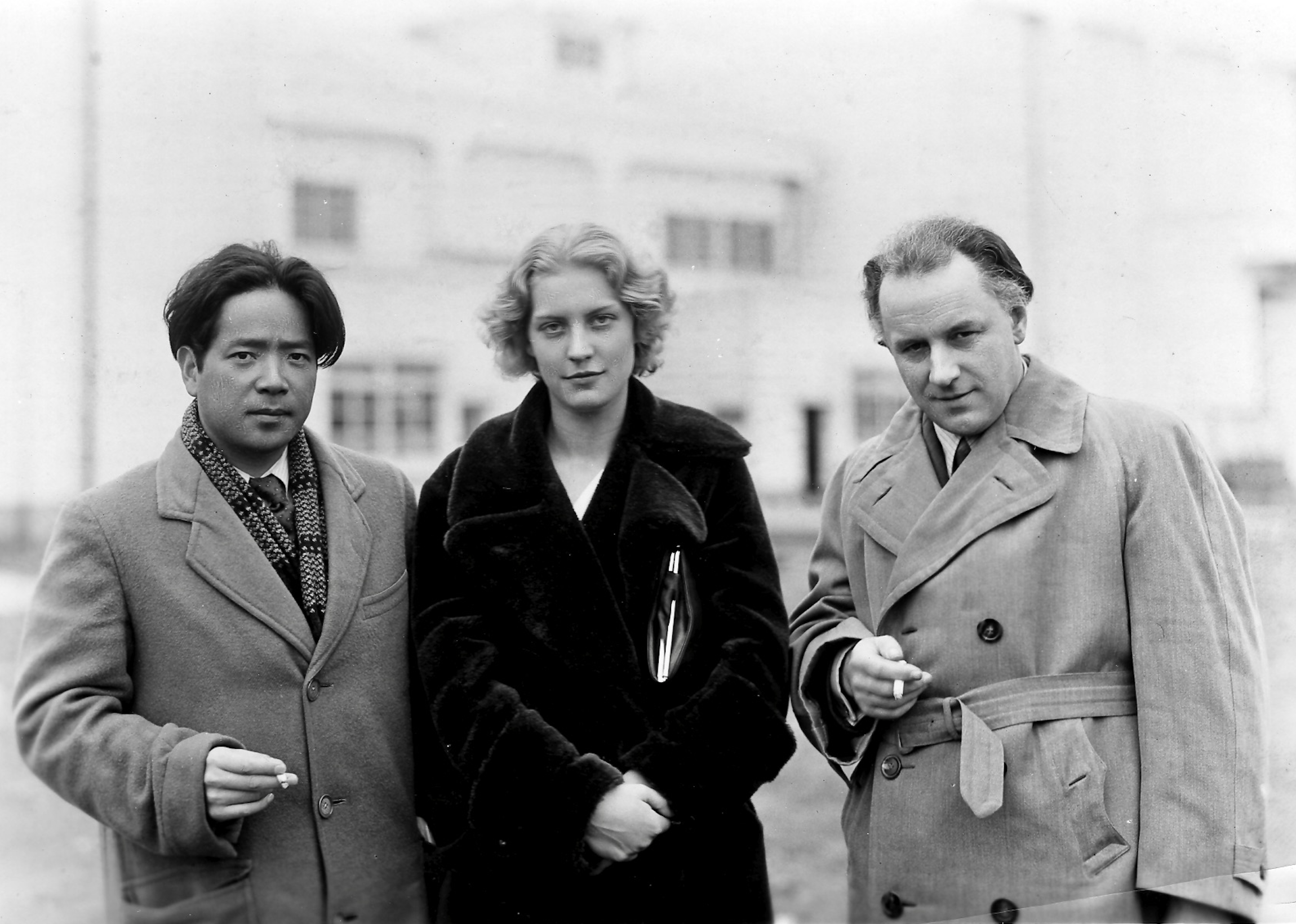
Isamo Kosugi (1904–1983), Ruth Eweler und Arnold Fanck anlässlich der Dreharbeiten zu Die Tochter des Samurai in Japan, 1936

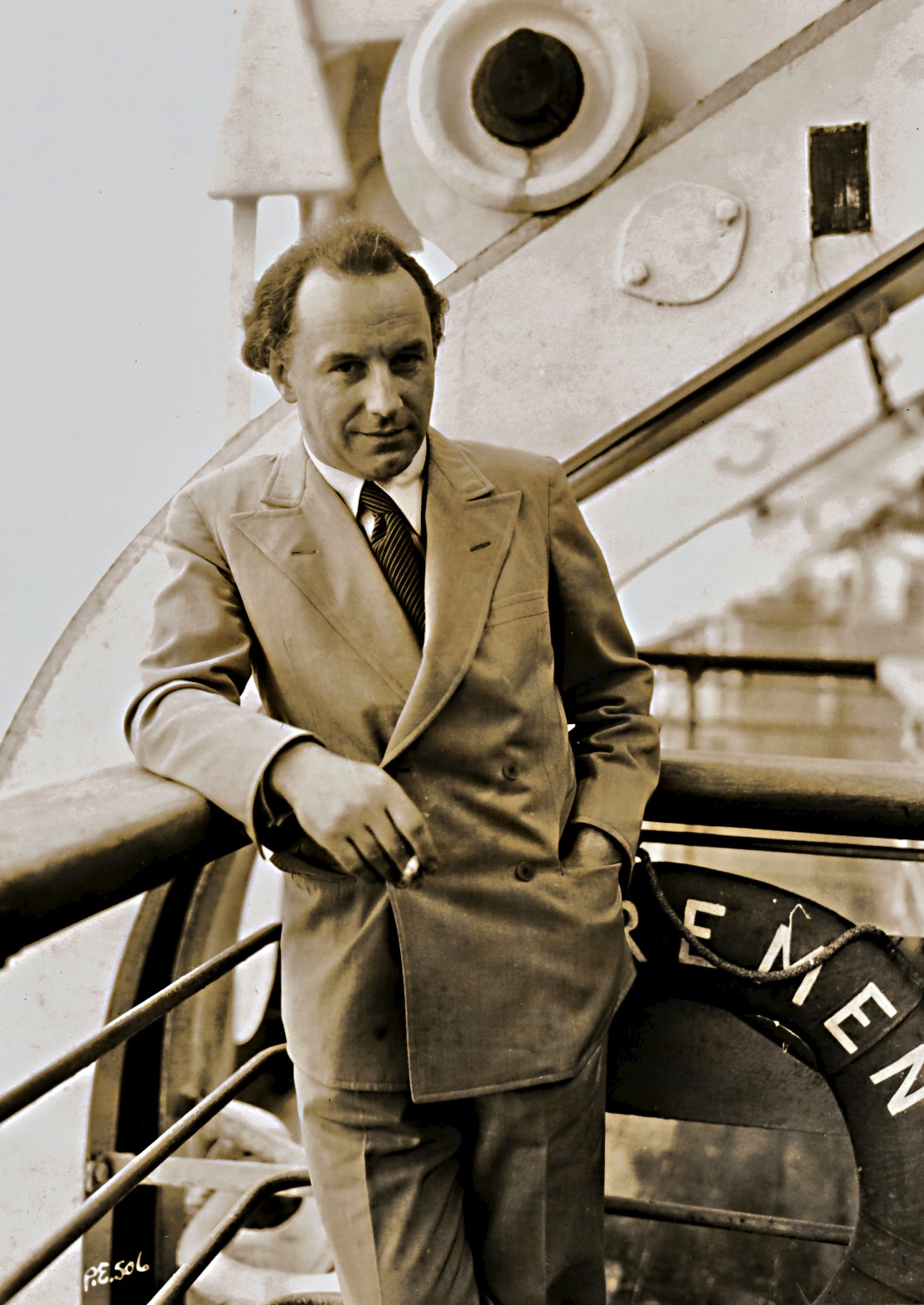
Arnold Fanck auf der Rückreise von den auf den Juan-Fernández-Inseln, auf Feuerland und in Patagonien realisierten Dreharbeiten für den Film Ein Robinson – Das Tagebuch eines Matrosen an Bord der TS Bremen, Frühjahr 1939

In der Zeit des Nationalsozialismus lehnte Fanck die Zusammenarbeit mit dem von Joseph Goebbels geführten Reichsministerium für Volksaufklärung und Propaganda ab, ebenso verweigerte er den ihm nahegelegten Eintritt in die NSDAP. U. a. darauf dürfte zurückzuführen sein, dass er trotz seiner Expertise als weltweit einschlägig bekannter Ski- und Sportfilm-Pionier 1936 weder an den Filmen über die Olympischen Winterspiele in Garmisch-Partenkirchen noch über die Olympischen Sommerspiele in Berlin beteiligt wurde. Ein weiterer Grund war die Offensive Leni Riefenstahls um die Gunst Hitlers gewesen, durch die sie ab 1933 direkt vom „Führer“, vorbei an Goebbels, beauftragt wurde. Demgegenüber protegierte Goebbels die Bergfilme Luis Trenkers, den er wohl mit der Dokumentation der Spiele der XI. Olympiade 1936 in Berlin hatte beauftragen wollen, bevor Hitler Leni Riefenstahl damit betraute.
Mehrere der Kameramänner aus Fancks Freiburger Schule zählten später zu den Filmteams von Leni Riefenstahl. Dies basierte ausschließlich auf der Expertise der Fanck’schen Kameramänner in der Freilicht-Kinematographie. Genau diese Erfahrung war während der NS-Zeit für die Realisierung großer Dokumentarfilmprojekte gefragt. Riefenstahl profitierte enorm von der Kreativität und dem Wissen der erfahrenen Kamerapioniere, mit denen sie sowohl künstlerisch als auch durch zahlreiche Affären am Set in Kontakt gekommen war und deren Know-how abgeschöpft hatte, wie sie es selbst in einem Interview Anfang der 1970er Jahre bestätigte.

„Er [Arnold Fanck] lehrte mich, dass man alles gleich gut fotografieren müsse: Menschen, Tiere, Wolken, Wasser, Eis … Bei jeder Aufnahme gehe es darum, das Mittelmaß zu überschreiten, von der Routine wegzukommen und alles möglichst mit einem neuen Blick zu sehen. […]“

Diejenigen Filmwerke Riefenstahls für das NS-Regime, die sie zeitlebens vehement als Dokumentarfilme etikettierte, unterschieden sich in einem wesentlichen Punkt vom ursprünglichen Ansatz ihres Lehrmeisters Fanck: sie waren von A–Z inszeniert. Ähnlich ist allerdings die Tendenz zum Körperkult, zur Heroisierung und Glorifizierung der Protagonisten; bei Fanck waren es die Skiläufer und Bergsteiger, bei Riefenstahl die ästhetisch idealisierten Olympioniken, die Massenchoreographie der aufmarschierten Uniformierten auf dem Reichsparteitagsgelände in Nürnberg und deren durch Untersicht überhöhter und als idealtypisch definierter „Führer“, den sie mit allen Mitteln der damaligen Filmkunst in Szene setzte. Fanck stellte seine Bergsteiger und Skifahrer sowie die Bergwelt bzw. die Natur als idealtypisch bzw. ikonographisch dar. Allerdings nicht etwa die unberührte, sondern die durch den Menschen berührte Natur.
Die Nationalsozialisten kaperten – wie vieles andere – das Bergfilm-Genre, das ihnen als geeignet erschien, es für die NS-Ideologie zu vereinnahmen. Der heroisch anmutende Sport des Bergsteigens, der ungebrochene Wille, es mit dem Berg aufzunehmen, die bis in den Tod beschworene Kameradschaft der Seilschaften und letztlich das Bezwingen des Berges passten zur Kampf-und-Sieg-Ideologie. Der Bergfilm färbte sich nun, nicht zuletzt durch die Vorgaben und die Zensur von Goebbels, zunehmend braun. Fanck geriet sukzessive ins Abseits, wovon Riefenstahl und Trenker profitierten.
Am 24. Juni 1933 notierte Joseph Goebbels in seinem Tagebuch: „[…] Ich mache Besuch bei Dr. Fanck. Der kleine Lantschner da. Ein lieber Kerl und echter Nazi. Grönlandfilm. Wird ein grandioses Werk. […]“
Fanck begann im Dezember 1933 mit den Arbeiten an seinem Film Der ewige Traum, der nicht nur von französischen Helden auf französischen Bergen erzählte, ergo vom damals so bezeichneten „Erbfeind“ handelte, sondern über die Cine-Allianz (Arnold Pressburger und Gregor Rabinowitsch) jüdische Produzenten hatte. Die Nationalsozialisten goutierten weder das Sujet noch die Produzenten; Fanck verhielt sich nicht opportunistisch und ließ sich von der NS-Ideologie nicht beeinflussen.
1936 trat Fanck der NSV bei.
Mangels Aufträgen geriet Fanck in der Folge in wirtschaftliche Schwierigkeiten, die er erst 1936 durch einen Auftrag des japanischen Kultusministeriums überwinden konnte. Diesen gut dotierten Auftrag vermittelte ihm sein Jugendfreund Friedrich Wilhelm Hack, ein Waffenhändler und Dolmetscher, der im diplomatischen Dienst in Japan tätig und ab Februar 1935 Vorstandsmitglied der Deutsch-Japanischen Gesellschaft (DJG) war. Fanck und Hack betrieben zu diesem Zweck eine gemeinsame Filmgesellschaft für Kulturfilme. Die Japaner übernahmen alle Kosten der Produktion und stellten etwa das Zehnfache der Summe bereit, die ein durchschnittlicher japanischer Film kostete.
Mit Die Tochter des Samurai (1936) und weiteren „Kulturfilmen“ versuchte Fanck, in Ermangelung nicht-staatlicher Aufträge, auf künstlerisch-kultureller Basis weiterzuarbeiten, und nahm dazu Richard Angst und Walter Riml mit. Dabei musste er jedoch die Einflussnahme und Zensur des NS-Propagandaministeriums hinnehmen. Fancks Freund und Geschäftspartner Hack bereitete den Antikominternpakt vor; Goebbels soll daher ein starkes Interesse an dem Filmprojekt in Japan gehabt haben, eine Voraussetzung für dessen Genehmigung, war aber von dem fertiggestellten Film weit weniger angetan als die Japaner.
Durch den u. a. auf den Juan-Fernández-Inseln, auf Feuerland und in Patagonien gedrehten, von Fanck künstlerisch konzipierten Film Ein Robinson – Das Tagebuch eines Matrosen (1938/39) für die Bavaria Filmkunst fiel Fanck schließlich bei Minister Goebbels vollends in Ungnade. Fanck drehte einen historischen Stoff, der in die (damalige) Gegenwart transformiert werden sollte. Goebbels sah jedoch in dem einsiedlerischen Robinson eine antisoziale Figur, die der vom NS-System propagierten „Volksgemeinschaft“ entgegenstand, entzog Fanck die Endkontrolle über den Film und veranlasste das Atelier, Fancks Filmmaterial zu einem profanen Propagandafilm für die Kriegsmarine umzuarbeiten. Daran war im Atelier auch Sepp Allgeier beteiligt.

„Und dann wurde ’39 meine ganze Karriere mit einem Ruck abgebrochen. […] Ich wurde kaltgestellt […] und konnte an meine wirklich großen Projekte nie mehr ’rankommen.“

Fanck beantragte am 9. Februar 1940 die Aufnahme in die NSDAP und wurde zum 1. April desselben Jahres aufgenommen (Mitgliedsnummer 7.617.249). Dies sei der späte Versuch einer Anbiederung Fancks gegenüber dem NS-Staat, um weiterhin Filme machen zu können. Im Entnazifizierungsverfahren gab er an, lediglich Parteianwärter seit 1941 gewesen zu sein.
Im April 1941 wurde Fanck auf Vermittlung von Riefenstahl vom Generalbauinspektor für die Reichshauptstadt (G.B.I.), Albert Speer, in dessen Berliner Dienstgebäude am Pariser Platz 4 empfangen. Dieser beauftragte ihn, die gesamten Baufilme des G.B.I. zu bearbeiten, welche die Reichshauptstadt betrafen, darunter auch Filme über den Bunkerbau (Organisation Todt) und die Behebung von Bombenschäden.
Speer führte Fanck am 23. November 1941 durch die Neue Reichskanzlei, die Fanck danach von innen und außen filmte. Fanck drehte im Filmatelier des Reichstagsgebäudes und nahm Speers Modelle des Hitler besonders am Herzen liegenden Projekts „Welthauptstadt Germania“ einschließlich der monströs projektierten Großen Halle auf. Da Speer unmittelbar nach diesen beiden Treffen im April und November 1941 Leni Riefenstahl schriftlich darüber informierte, kann man davon ausgehen, dass Riefenstahl Fancks Beauftragung initiiert hatte.
Als das Grundstück mit Fancks Villa in Berlin-Nikolassee in Folge der Verordnung zur Neugestaltung der Reichshauptstadt Berlin vom 5. November 1937 ab 1941 dem Internationalen Forstinstitut übertragen werden sollte, war es Speer selbst, der dies vorläufig mit der Begründung verhinderte, für die Zeitspanne der Ausführung von Fancks Aufträgen für den G.B.I. Zeit einräumen zu wollen, damit Fanck sich eine andere Bleibe bauen oder suchen könne. Speer informierte Riefenstahl auch darüber schriftlich. Speer bot Fanck schriftlich an, auf „von uns“ (durch den G.B.I.) angekaufte „Judenvillen“ zurückzugreifen. Möglicherweise wäre die von Fanck bewohnte Villa (betroffene Grundstücke Am Sandwerder 33 bis 41, nur ungerade Hausnummern) für NS-Neubauten abgerissen worden. Speers Berufung zum Reichsminister für Bewaffnung und Munition im Frühjahr 1942 und der weitere Kriegsverlauf verhinderten das.
Trotz Fancks Parteizugehörigkeit wurden die geplante, aber wegen des weiteren Kriegsverlaufs nicht vollendete Filmdokumentation über die „Welthauptstadt Germania“, die zusammen mit Hans Cürlis realisierten Filmdokumentationen über die Bildhauer Josef Thorak (1943) und Arno Breker (1944) sowie über den Atlantikwall, nicht mehr selbständig von Fanck, sondern von der Riefenstahl-Film G.m.b.H., der Kulturfilm-Institut G.m.b.H. und der UFA-Sonderproduktion G.m.b.H. hergestellt. Thematisch hatte keines dieser Filmprojekte einen Bezug zu Fancks eigentlichem Fokus auf den Bergfilm, die Kurzfilme zu Breker und Thorak jedoch einen Bezug zur Kunst und somit zur Kultur.
Fancks letzte Aufträge während des Zweiten Weltkrieges wurden teilweise unter der Verantwortung seiner ehemaligen Schülerin Riefenstahl realisiert. Von der Riefenstahl-Film G.m.b.H. jedenfalls wurde er 1942 bis 1944 wie ein Angestellter mit einem monatlichen Fixum entlohnt.
In Carl Zuckmayers Geheimreport, erst 2002 veröffentlicht, den er 1943/44 für das US-amerikanische Office of Strategic Services (OSS), den Vorläufer der Central Intelligence Agency (CIA), über erfolgreiche deutsche Schauspieler, Regisseure, Verleger und Journalisten der Weimarer Republik und des Dritten Reiches verfasste, wird Arnold Fanck zwar im Kontext der Charakterisierung von Leni Riefenstahl als erfolgreicher Filmregisseur erwähnt, aber ohne jede charakterliche oder politische Beurteilung. Bezeichnend ist, dass Zuckmayer während der NS-Zeit Fanck nur noch im Kontext Riefenstahls wahrgenommen hat; vor dem 30. Januar 1933 wäre dies noch umgekehrt gewesen.

### Nachkriegszeit

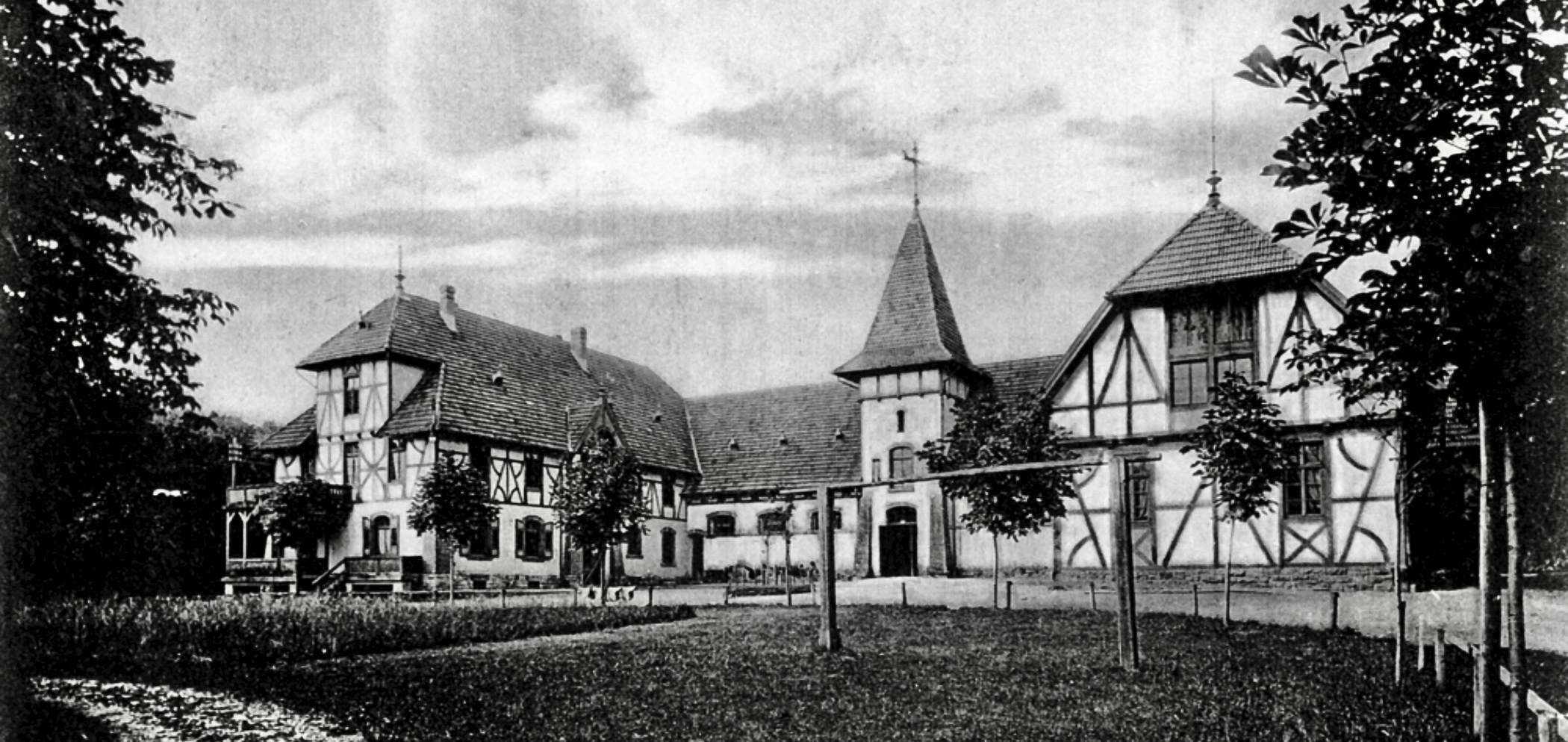
Vorübergehender Wohnsitz der Familie Fanck: Der Lilienhof bei Ihringen am Kaiserstuhl

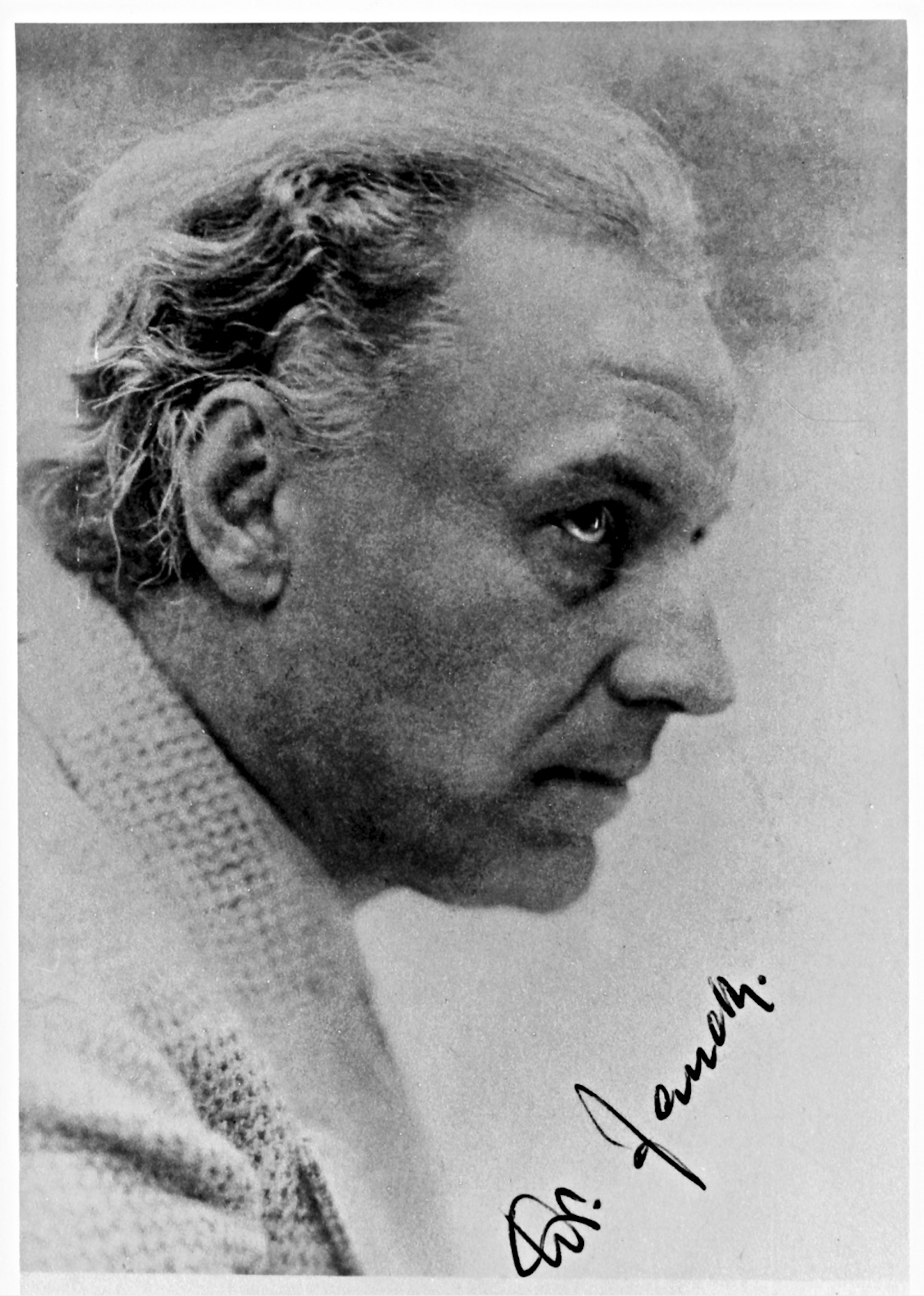
Handsigniertes Foto von Arnold Fanck, 1947

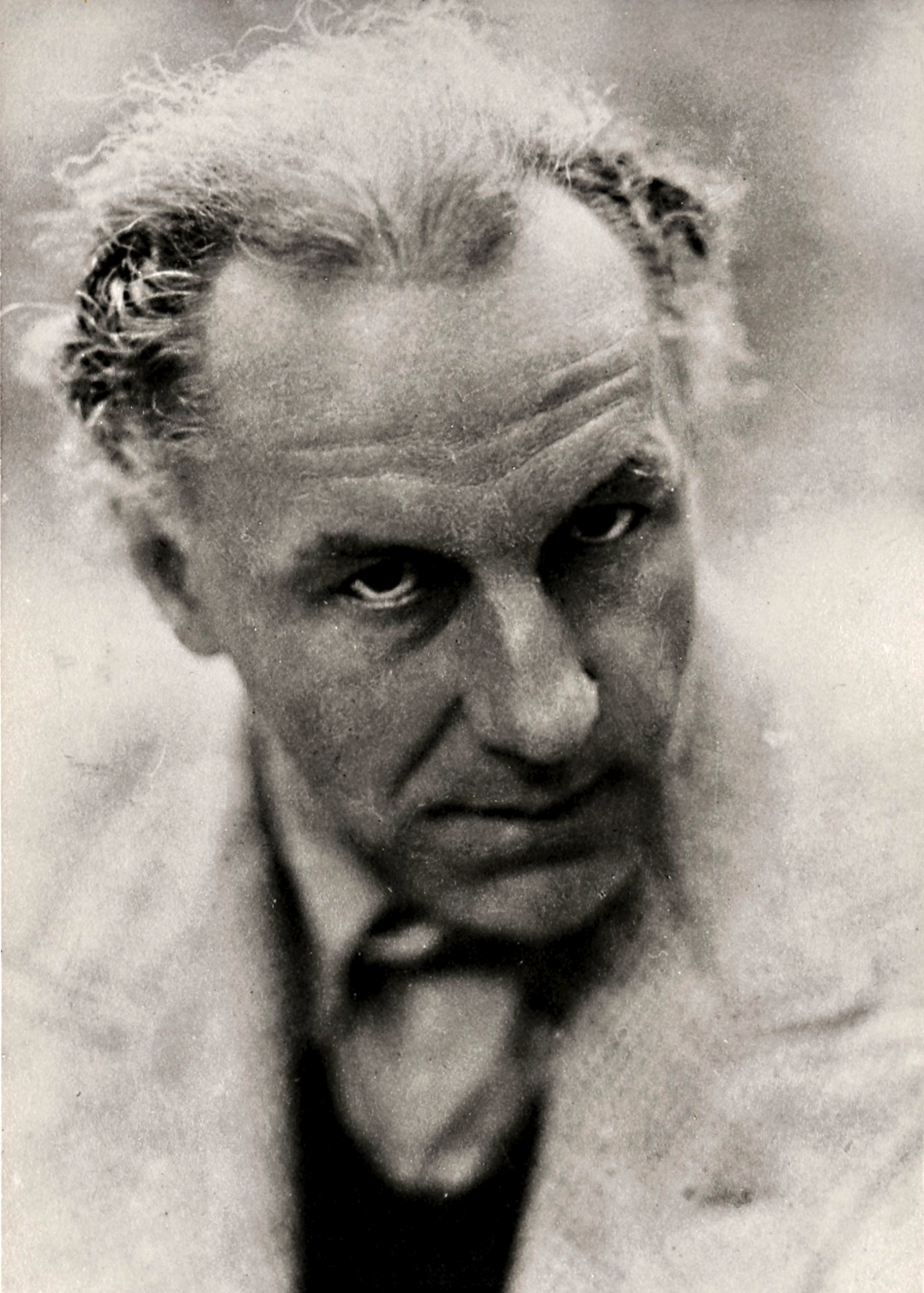
Arnold Fanck, 1947

1946 zog die Familie Fanck auf den ehemals Bismarck’schen Lilienhof bei Ihringen am Kaiserstuhl, der zu dieser Zeit im Besitz von Fancks Neffen und früherem Filmdarsteller, dem promovierten Architekten Ernst Petersen, war. Dieser hatte 1935 Elisabeth Henkel geheiratet, Tochter der Düsseldorfer Industriellenfamilie des Persil-Erfinders Hugo Henkel. Ernst Petersen war 1935/36 u. a. der Planverfasser der Villa Riefenstahl und hatte 1937 den Großen Staatspreis der Preußischen Akademie der Künste für Architekten erhalten.
Zwei der während der NS-Zeit entstandenen Filmwerke Fancks wurden nach dem Zweiten Weltkrieg von den Militärregierungen der Besatzungsmächte zunächst verboten: Die Tochter des Samurai stach den Alliierten aufgrund des deutsch-japanischen Bezugs negativ ins Auge, und Ein Robinson – Das Tagebuch eines Matrosen wurde als NS-Propaganda für die deutsche Kriegsmarine eingestuft.
Im Gegensatz zu Siegfried Kracauers 1947 retrospektiv publizierter Fundamentalkritik, die eine Kontinuität in den filmischen Werken Fancks, Trenkers und Riefenstahls erkennen wollte, zeigen sich bei eingehender Analyse zwischen diesen drei Filmemachern insgesamt mehr Differenzen als Analogien. Trenker und Riefenstahl bauten motivisch und technisch auf Fancks Werk auf; sie waren beide als Darsteller aus Bergfilmen Fancks hervorgegangen und hatten das von Fanck und seinen Operateuren vermittelte Handwerkszeug als Fundament für ihre eigene Regiearbeit mitgenommen, sogar einen Teil dieser Kameramänner abgeworben. Die zeitgenössische Rezeption jedoch wies ebenso signifikante Unterschiede aus wie der Karriereverlauf der drei Filmregisseure während der NS-Zeit, denn nur Fancks Karriere brach 1939 ab, nachdem sie schon ab 1933 nicht mehr linear verlaufen war. Demgegenüber nahmen Trenkers und vor allem Riefenstahls Karriere nach dem 30. Januar 1933 rasant an Fahrt auf, während der Bergfilm gleichzeitig eine zweifelhafte Wendung nahm. Hitler protegierte Riefenstahl mit nahezu unerschöpflichen Budgets, Goebbels förderte Trenker. Eine vergleichbar umfassende Protektion stand Fanck nicht zur Verfügung. Im Kern widerlegte Kracauer seine Genealogie-Konstruktion Fanck–Trenker–Riefenstahl 1947 selbst, indem er im Hinblick auf Fancks Werk postulierte: „Im Dokumentargenre erreichen diese Filme Unvergleichbares“. Demzufolge bestätigte er letztlich doch deutlich bemerkbare Unterschiede zu Trenker und Riefenstahl. Ideologisch lagen Fanck gewisse völkische und antisemitische Tendenzen sicher nicht allzu fern, wie sie Passagen seiner Tagebücher und Briefe offenbaren.
Fanck bemühte sich darum, wieder beruflich Fuß fassen zu können. Er hoffte auf eine Unterstützung seitens der Stadt Freiburg im Breisgau für eine Neugründung seiner ehemaligen Berg- und Sport-Film G.m.b.H., doch diese blieb aus. Er gründete sie mit Lizenz der französischen Militärregierung zwar neu, doch zu Produktionen gelangte diese nicht, da Fancks Pläne auf kein Interesse stießen.
Aufgrund seiner NSDAP-Mitgliedschaft wurde Arnold Fanck im Verlauf der „Entnazifizierung“ seitens des Staatskommissars für politische Säuberung am 7. Februar 1948 als „Mitläufer“ klassifiziert; er wurde keinerlei Vergehen beschuldigt. Zur Frage seiner beruflichen Tätigkeit bzw. seines Einkommens pro Jahr zwischen 1933 und 1945 notierte Fanck im Fragebogen zu seiner Anhörung für die Jahre 1934, 1937 und 1939 bis 1941: „ohne Engagement“.
Durch die Restitution während der NS-Zeit enteigneten jüdischen Besitzes auf Basis des US-amerikanischen Rückerstattungsgesetzes musste Fanck die von ihm 1934 gemietete und 1939 erworbene Villa Am Sandwerder 39 in Berlin-Nikolassee (Nikolassee lag im US-amerikanisch besetzten Teil West-Berlins) der früheren jüdischen Eigentümerfamilie des Bruno Mendel gemäß Beschluss der Wiedergutmachungskammer des Landgerichts Berlin zurückerstatten. Für deren Nutzung hatte er eine Miete für die Zeitspanne von 1939 bis etwa 1953 aufzubringen. Arnold Fanck erhielt ein Rückgewährungsentgelt zugesprochen und musste davon die Gläubiger einer Hypothek auszahlen.
Fanck erhielt keine Aufträge mehr, zog 1948 zu seiner hochbetagten Mutter nach Freiburg im Breisgau, verfasste seine Autobiographie und verarmte. Der promovierte Geologe und weltbekannte Filmregisseur arbeitete nun als Waldarbeiter im Schwarzwald. In den 1950er Jahren waren undokumentarisch inszenierte Heimatfilme mit seichter Spielhandlung der neue Trend; die grandiose Bergwelt geriet zunächst in den Hintergrund. Harry R. Sokal finanzierte und co-finanzierte Fancks kleinere Produktionen der 1950er Jahre.
Mit der Vorführung seines Films Der weiße Rausch auf der Biennale in Cortina d’Ampezzo 1954 und Der ewige Traum auf dem Bergfilmfestival in Trient (1957) erlebte Arnold Fanck nochmals eine Phase der künstlerischen Anerkennung. Ökonomisch überleben konnte er jedoch nur durch die Übereignung der Rechte seiner Filme an einen Freund, bis sich durch wieder einsetzende Aufführungen seiner Werke seine finanzielle Situation verbesserte.

„Und was war’s Schönste: Meine Skiläuferzeit und meine Hochtouren. Das waren die schönsten Zeiten meines Lebens.“

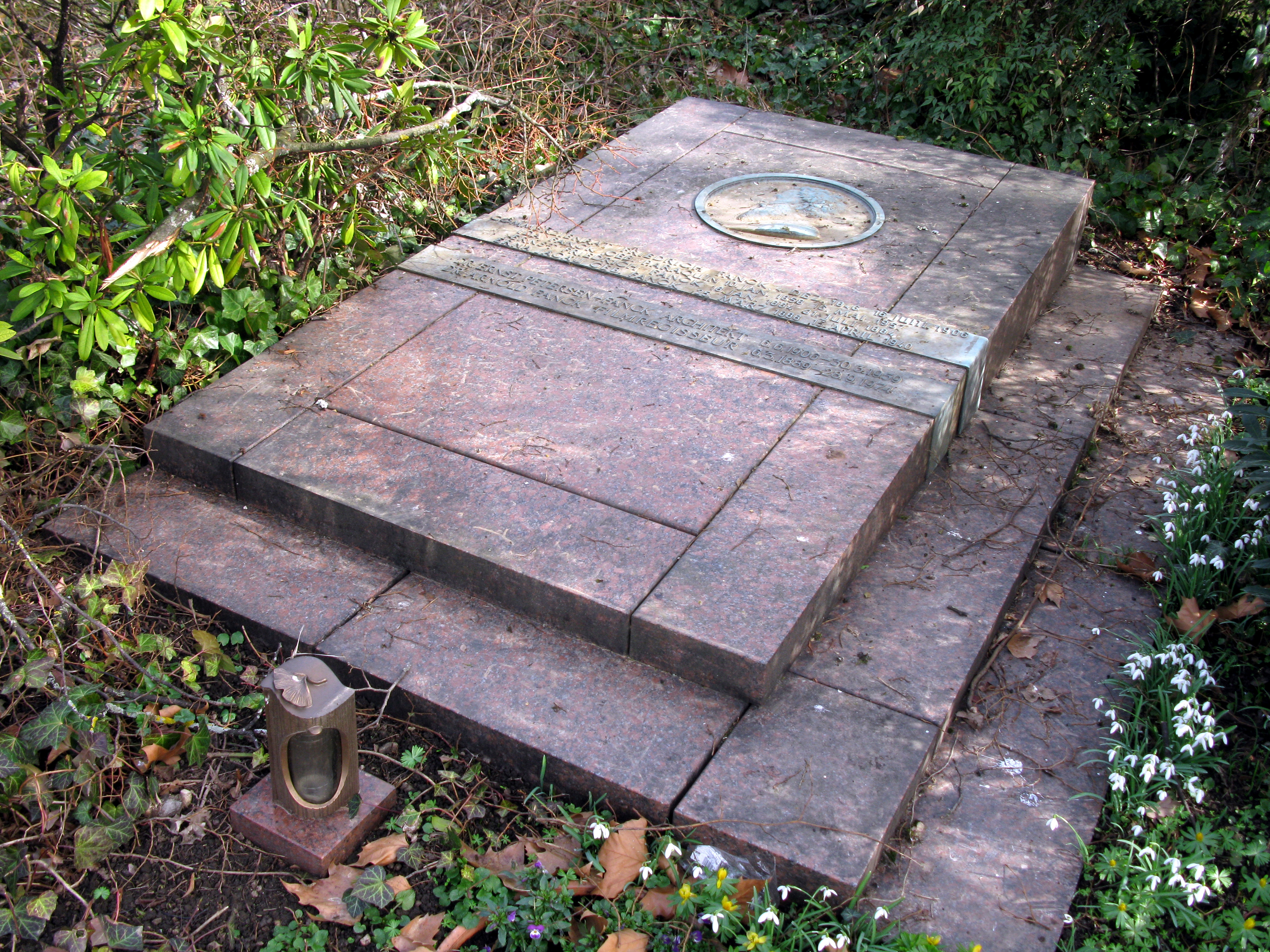
Grabstätte der Familie Fanck, Hauptfriedhof Freiburg im Breisgau

Kurz vor seinem Tod fühlte sich Fanck hart von einer regionalen Entscheidung getroffen, dass sein Film S.O.S. Eisberg nicht zur Vorführung vor Jugendlichen geeignet sei. Fanck starb 1974 nach langer Krankheit in einem Freiburger Krankenhaus. Er wurde auf dem Hauptfriedhof in Freiburg im Breisgau in der Familiengrabstätte beigesetzt. Teile seines Nachlasses werden im Bundesarchiv, im Filmmuseum München und im Archiv seines Enkels Matthias Fanck verwahrt.

„Fanck war ein großer Romantiker. Und seine große Kunst war es, die Erhabenheit der Berge, die Schönheit der Berge, auch die Gefährlichkeit der Berge über Schwarzweiß einem breiten Publikum beizubringen. Ein Anreger, dass Menschen in diese großartige Welt hineingehen. Mit Fanck hat der Berg eine völlig neue Anziehungskraft gekriegt. Die Zuschauer haben bei Fanck-Filmen zum ersten Mal gesehen, wie diese Wolken über die Berge ziehen, sie haben die Steilheit gesehen, sie haben Lawinen gesehen, sie haben den Frost gespürt…“

## Filmtechnik

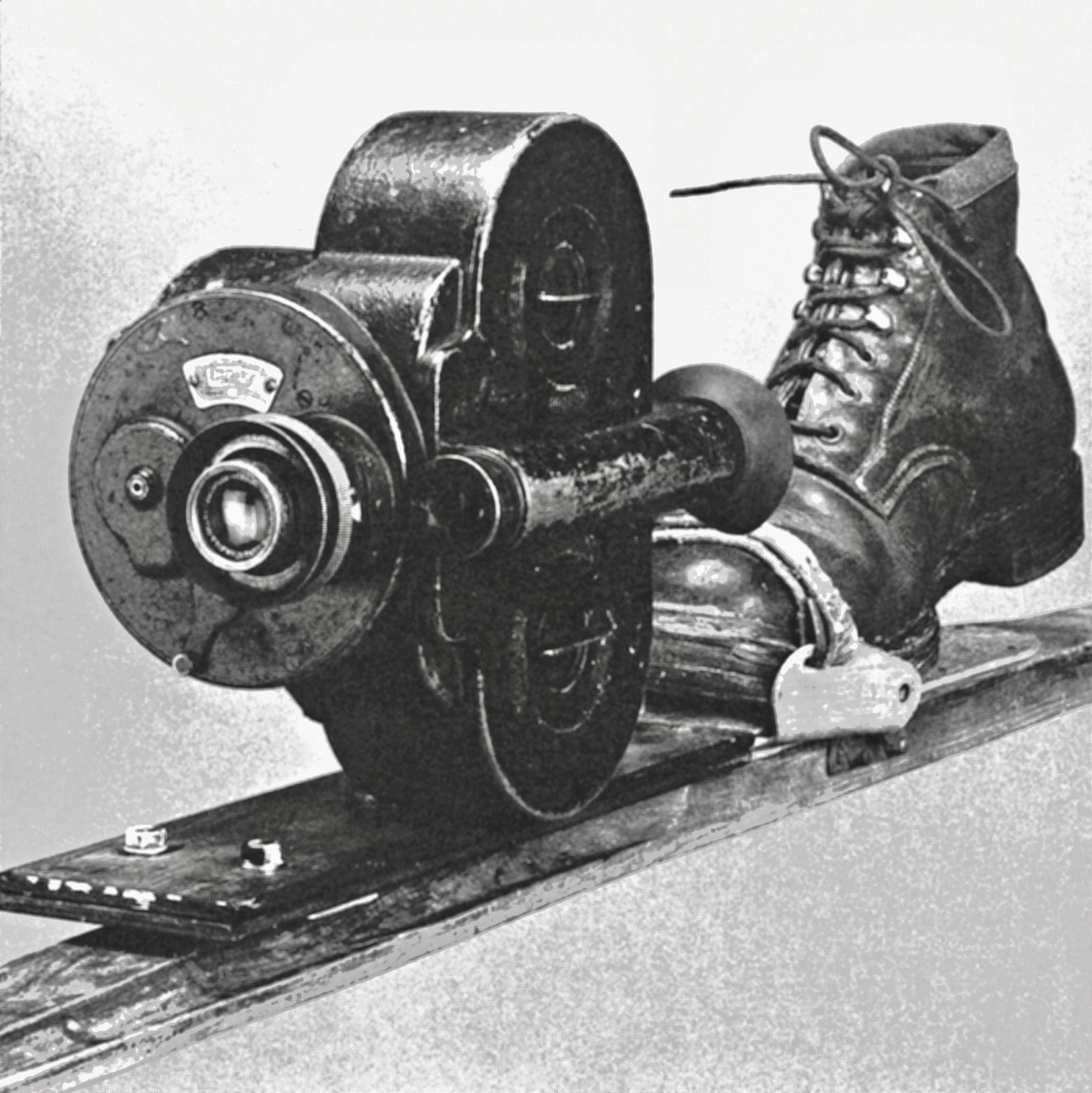
Eyemo-Filmkamera (Bell & Howell, 1925) durch das Team Allgeier–Fanck für Actionszenen auf einen Ski montiert

Allgeier und Fanck entwickelten ständig neue Kameratechniken, „entfesselten“ die Kamera, indem sie diese vorn auf die Ski montierten. Sie schnitten für die Objektive unterschiedlichste schwarze Masken zur Fokussierung, weil es noch keine Zoomfunktion gab. Allgeier und Fanck wurden auf diese Weise zu bedeutenden Ideengebern einer innovativen Kameraarbeit, an der sich ein halbes Jahrhundert später beispielsweise Willy Bogner (Feuer und Eis, Ski-Actionszenen in diversen James-Bond-Spielfilmen), Leo Dickinson und Reinhold Messner orientierten.

„Die Fanck-Filme waren für jeden, der in dem Bereich arbeitet, natürlich schon ein Vorbild.“

## Filmografie
Ausgelöst durch den beispiellosen Erfolg von Fancks ersten Skifilmen während der 1920er Jahre entwickelte sich insbesondere das Skilaufen zum Volkssport, das Bergsteigen wurde ebenfalls populär. Dadurch wurden sowohl der alpine Tourismus als auch eine ganze Industriesparte begründet bzw. angeregt.
Für Fancks Filmwerke wurden namhafte Komponisten engagiert, so Paul Hindemith unter dem Pseudonym Paul Merano, der für Fancks Film Im Kampf mit dem Berge die erste für einen abendfüllenden Film kreierte Filmmusik komponierte. In der Folge wirkten weitere bekannte Komponisten wie Giuseppe Becce, Paul Dessau, Werner Richard Heymann und Edmund Meisel. Als erster japanischer Komponist suchte Yamada Kōsaku (jap. 山田 耕筰) in seiner Komposition für Fancks Filmwerk Die Tochter des Samurai, fernöstliche und westliche Musiktraditionen harmonisch zu vereinen.

### Hauptwerk
- 1920: Das Wunder des Schneeschuhs
- 1921: Im Kampf mit dem Berge, 1. Teil: In Sturm und Eis – Eine Alpensymphonie in Bildern
- 1922: Das Wunder des Schneeschuhs, 2. Teil: Eine Fuchsjagd auf Skiern durchs Engadin
- 1924: Der Berg des Schicksals
- 1925: Die weiße Kunst
- 1926: Der Heilige Berg
- 1927: Der große Sprung
- 1928: Das weiße Stadion
- 1929: Die weiße Hölle vom Piz Palü; USA (1930): White Hell of Pitz Palu, D (1935): Die weiße Hölle vom Piz Palü (Tonfassung, gekürzt)
- 1930: Stürme über dem Mont Blanc
- 1931: Der weiße Rausch – neue Wunder des Schneeschuhs
- 1933: S.O.S. Eisberg; USA (1933): SOS Iceberg
- 1934: Der ewige Traum
- 1935: Rêve éternel (frz. Vers. von Der ewige Traum)
- 1937: Die Tochter des Samurai; Japan (1937): 新しき土 (Atarashiki Tsuchi = Neue Erde)
- 1940: Ein Robinson – Das Tagebuch eines Matrosen

### Produzent
(Berg- und Sport-Film G.m.b.H, Freiburg im Breisgau)
- 1920: Die Meister des Wassers
- 1921: Mit der Jungfraubahn in die Regionen ewigen Eises
- 1921: Jiu-Jitsu – Die unsichtbare Waffe
- 1921: Der große Boxkampf Dempsey – Carpentier
- 1921: Moritz, der Träumer – Wie sich Moritz die Erschaffung der Welt vorstellt
- 1922: Die sterbende Stadt
- 1922: Die deutschen Kampfspiele 1922
- 1922: Auf rauschender Fahrt – Ein Segelsportfilm und was Operateur Huckebein bei seiner Aufnahme erlebte
- 1922: Chufu
- 1922: Ali-Baba und die 40 Räuber
- 1922: Fussballwettspiel Erde – Mars
- 1922: Pömperlis Kampf mit dem Schneeschuh
- 1923: 1000 Dollar Belohnung – 10000 M. Belohnung
- 1923: Franzens Lebensrettung – Ein Erlebnis unter den Wilden
- 1923: Das Herz des Menschen
- 1924: Das Wolkenphänomen von Maloja[229]
- 1924: Die begehrte Lotte oder „Welch entzückende Füßchen“
- 1924: Der Totenwolf
- 1925: Das Rudern
- 1926: Südtirol – Ein Vorposten deutscher Kultur
- 1926: Wintersport im Schwarzwald
- 1927: Wintersport im Schwarzwald

### Kurzfilme
- 1932/34: Der Walfisch II. Verarbeitung (?)
- 1932/34: Die Seehunde
- 1931/35: Höchstleistungen im Skilauf
- 1935: Training zum Skifilmen
- 1938: Kaiserbauten in Fernost
- 1936/38: Winterreise durch Südmandschurien
- 1939: Hänschen klein
- 1939: Auf neuen Wegen
- 1936/40: Reis und Holz im Lande des Mikado
- 1940: Von Patagonien nach Feuerland
- 1936/41: Frühling in Japan
- 1936/41: Japans heiliger Vulkan
- 1943: Joseph Thorak – Werkstatt und Werk
- 1936/44: Bilder von Japans Küsten
- 1944: Arno Breker – Harte Zeit, starke Kunst
- 1944: Atlantik-Wall
- 1944: Neubauten in der Reichshauptstadt (?)
- 1944: Der Führer baut seine Hauptstadt (?)
- 1956: Tetje und Fiedje (wie sie einst Skifahren lernten)
- 1956: Tetje und Fiedje (wie sie einst eine Füchsin fangen wollten)
- 1956: Tetje und Fiedje (wie sie einst beinahe ihre smucke Deern erwischt hätten)
- 1956: Tetje und Fiedje (wie sie einst zu einem Paar Skier kamen)

### Mitarbeit
- 1913: 4628 Meter hoch auf Skiern Besteigung des Monte Rosa
- 1927: Milak, der Grönlandjäger
- 1928: Der Kampf ums Matterhorn
- 1928: Dolomitische Majestäten
- 1929: Om mani padme hum – Von fernen Menschen und Göttern
- 1930: Die heiligen drei Brunnen – Symphonie der Berge
- 1932: Fliehende Schatten
- 1932: Abenteuer im Engadin
- 1934: Nordpol – Ahoi!
- 1936: Die Wildnis stirbt
- 1956: Kleines Zelt und große Liebe oder Der Strom fließt weiter – Zwei im Schlafsack

### Unrealisierte Projekte
- 1927: Ein Wintermärchen, Sonnenwende
- 1928: Sarka
- 1930: Die schwarze Katze, Il Monte Santo
- 1932: Und hab’n mir auch koa Geld ..., Purzelbaum ins Glück
- 1934: Badinga, der König der Gorillas
- 1934: Die Lawine
- 1935: Der Untergang der Sisto. Die Schreckensnacht vom 18. Dezember 1934
- 1939: Dschingis Khan
- 1944: Reichskanzlei
- 1944: Neubauten in der Reichshauptstadt
- 1944: Marmor aus Carrara
- 1944: Möbel in den deutschen Werkstätten München
- 1944: Sperrholz
- 1954: Champagner
- 1954: Rebellenhände – Tilman Riemenschneider

### Kompilationsfilme
- 1941: Kampf um den Berg – Eine Hochtour vor 20 Jahren
- 1952: Karneval in Weiß
- 1966: Der weiße Rausch – einst und jetzt; Die Geschichte des Skilaufs von Anfang an

### Remakes
- 1950 Föhn

## Auszeichnungen und Ehrungen
- 1954: Preis der XXVII Esposizione Biennale Internazionale d’Arte in Cortina d’Ampezzo für Der weiße Rausch
- 1957: Große Goldmedaille beim 6° Festival Internationale Film della Montagna e dell’Esploratione Trento[230][22][231]
- 1958: Urkunde der Deutschen Kultur-Gemeinschaft Urania Berlin e. V. aus Anlass der 8. Internationalen Filmfestspiele 1958 in Berlin (siehe Abbildung bei Wikimedia Commons)
- 1963: Mannheimer Filmdukat aus Anlass der XII. Internationalen Filmwoche in Mannheim[232][233][234]
- 1964: Filmband in Gold für langjähriges und hervorragendes Wirken im deutschen Film[235][236]
- In Freiburg-Haslach (Gartenstadt) wurde eine Straße nach Arnold Fanck benannt, die von der Sepp-Allgeier-Straße abzweigt.[237] Letztere wurde jedoch 2020 aus politischen Gründen auf Beschluss des Stadtrats in Else-Wagner-Straße umbenannt.

## Kritik (Auszug)
- Für Stefan König, den Co-Kurator der Ausstellung 100 Jahre Bergfilm. Dramen, Trick und Abenteuer sei der Bergfilm „als Genre, pardon, zu unbedeutend, als dass er jemals genug Kraft gehabt hätte, gesellschaftliche Umstände zu verändern.“ Allerdings sei er „voll […] mit nationalen Symbolen“, so dass man betrachten solle, ob sich der Bergfilm „politischen Systemen nutzbar gemacht hat und nutzbar macht. Es ist notwendig zu erörtern, welchen Beitrag das Genre zum Aufbau eines menschenverachtenden Systems möglicherweise geleistet hat […]“[177]
- Filmkritiker Siegfried Kracauer, der für die renommierte Frankfurter Zeitung gearbeitet hatte,[8] sah in Fanck daher einen Verkünder der „Botschaft der Berge“, die „das Glaubensbekenntnis vieler Deutscher“ gewesen sei, „im erhabenen Gefühl, es Prometheus gleichzutun“. Kracauer zufolge habe dieser „heroische Idealismus“ seinen Ursprung „in einer den Nazis verwandten Mentalität“. „Unreife und Bergbegeisterung fielen in eins“. […] Zudem sei „die Vergötzung von Gletschern und Felsen symptomatisch für einen Antirationalismus, den die Nazis ausschlachten konnten“.[238] Andererseits konstatierte er: „Im Dokumentargenre erreichen diese Filme [Fancks] Unvergleichbares“.[66]
- Bill Niven, Professor of Contemporary German History an der Nottingham Trent University, führt in seiner Publikation Hitler and Film: The Führer’s Hidden Passion aus: „It has often been suggested that the German mountain films of the Weimar Republic were in a sense pre-fascist: here, then, was one Weimar Republic tradition to which Hitler could explicitly connect. Whether such claims are fair or not, many of those who directed or acted as cameramen for mountain films – key examples being Arnold Fanck, Luis Trenker, Sepp Allgeier and, of course, Riefenstahl – went on to have important careers under Nazism and, in the case of Riefenstahl, Fanck and Allgeier, to film Nazi documentaries. It seems it was a short step from filming mountains to filming fascism. That the Nazis saw mountain films as appropriate for the heroic occasion is demonstrated, for instance, by the inclusion of several of them in the list of recommended films for Heroe’s Commemoration Day in 1934, where The Blue Light features alongside Fanck’s SOS Iceberg and his Storm over Mont Blanc (1930).“[239]
- Christian Rapp: Das Genre Bergfilm habe sich „nur in einem soziokulturellen Umfeld entfalten“ können, „das auf feierliches Pathos konditioniert war und einem intuitiv handelnden Individuum bedingungslos zu folgen vermochte. Nicht nur die Lebensferne der Landschaft, vor allem die Schicksalsgläubigkeit der darin Ausgesetzten“ hätten demnach „wesentlich zur Konstitution des Genres beigetragen“.[240]
- Politik-Redakteur Wulf Rüskamp monierte in der Badischen Zeitung, man werde wegen der bedeutenden Rolle des Mediums Film während der NS-Zeit „herausgehobene Filmleute wie Fanck und Allgeier nicht als harmlose, ideologisch unbelastete Mitläufer abtun können“.[241]
- Essayist Michael Rutschky zieht auf Basis von Kracauers Kritik an Fancks Bergfilmen das augenzwinkernd gemeinte Fazit: „Berge sind faschistisch“.[8]

## Veröffentlichungen (Auszug)
- Arnold Fanck: Im Rausche der Bewegung. Franz Hanfstaengl, München ca. 1924 OCLC 26586088
- ders. mit Sepp Allgeier und Hannes Schneider: Wunder des Schneeschuhs – Ein System des richtigen Skilaufens und seiner Anwendung im alpinen Geländelauf. Mit 242 Einzelbildern und 1100 kinematographischen Reihenbildern. Gebrüder Enoch, Hamburg 1925 OCLC 257750955
- Arnold Fanck: Das Echo vom heiligen Berg. Max Lichtwitz, Berlin ca. 1926 OCLC 858795680
- ders. mit Sepp Allgeier, Gyula Arató, Ernst Wilhelm Baader, Hans Schneeberger: Sprunglauf, Langlauf. Gebrüder Enoch, Hamburg 1926 OCLC 72454719
- ders.: Die bruchlose Deformation von Fossilien durch tektonischen Druck und ihr Einfluss auf die Bestimmung der Arten. Beobachtet und bearbeitet an den Pelecypoden der St. Galler Meeresmolasse. Universität Zürich, Inauguraldissertation, 1929. Gebr. Fretz AG, Zürich 1929 OCLC 1039050987
- ders.: Der Kampf mit dem Berge – mit 60 Bildern. Hobbing, Berlin 1931 OCLC 1070580436
- ders. mit Sepp Allgeier und Hannes Schneider: Les merveilles du ski. Fasquelle éditeurs, Paris 1931 OCLC 10252563
- ders.: Stürme über dem Montblanc – Ein Filmbilderbuch nach dem gleichnamigen Film. Concordia, Basel 1931 OCLC 6297353
- ders.: Das Bilderbuch des Skiläufers. 284 kinematografische Bilder vom Skilauf mit Erläuterungen und einer Einführung in eine neue Bewegungs-Fotografie. Gebrüder Enoch, Hamburg 1932 OCLC 1069803554
- ders.: Stürme über dem Montblanc – Ein Filmbilderbuch nach dem gleichnamigen Film. Rudolf Koch, Leipzig 1933 OCLC 475661883
- ders.: S.O.S. Eisberg. Mit Dr. Fanck und Ernst Udet in Grönland – Die Grönland-Expedition des Universal-Films »S.O.S Eisberg«. F. Bruckmann, München 1933 OCLC 1072470221
- ders.: Mit der Kamera in Grönland – Rolleiflex-Aufnahmen von der Universal-Fanck-Grönland-Expedition 1932. W. Heering, Halle (Saale) 1933 OCLC 30678695
- ders.: Die Tochter des Samurai – Ein Film im Echo der deutschen Presse. Selbstverlag Dr. A. Fanck, Berlin 1938 OCLC 721052513
- ders.: Die Tochter des Samurai – Ein Film im Echo der deutschen Presse. Steiniger, Berlin 1938 OCLC 257555561
- ders.: Erinnerungen an die Zeit unserer ersten Berg- und Sportfilm-Gesellschaft in Freiburg i. Br. [Herbst 1946]. In: ders.: Wir bauen die Freiburger Berg- und Sportfilm G.m.b.H. wieder auf! Schillinger, Freiburg im Breisgau 1948[242]
- ders.: Zur Erinnerung an die einstige Freiburger Berg- und Sportfilm-Gesellschaft. Freiburg im Breisgau, ca. 1956 OCLC 311385073
- ders.: Er führte Regie mit Gletschern, Stürmen und Lawinen – ein Filmpionier erzählt. Nymphenburger Verlagshandlung, München 1973, ISBN 3-485-01756-6 (Autobiographie)
- ders.: Der weiße Rausch – ein Filmpionier erzählt. Deutscher Bücherbund, Stuttgart/Hamburg/München 1973 OCLC 74244650